# هیروهیتو
هیروهیتو (به ژاپنی: 裕仁 Hirohito) پس از مرگ به عنوان امپراتور شووا (به ژاپنی: 昭和天皇) (زادهٔ ۲۹ آوریل ۱۹۰۱ – درگذشتهٔ ۷ ژانویه ۱۹۸۹) یکصد و بیست و چهارمین امپراتور ژاپن طبق نظم سنتی جانشینی بود که از سال ۱۹۲۶ تا هنگام مرگ در سال ۱۹۸۹ سلطنت کرد. با ۶۲ سال سلطنت، او یکی از طولانی‌ترین دوره‌های پادشاهی در جهان و طولانی‌ترین دوره سلطنت  در تاریخ ژاپن را داشت.
هیروهیتو در آئویاما، در زمان سلطنت پدربزرگ پدری خود، امپراتور میجی به دنیا آمد. او اولین فرزند ولیعهد یوشیهیتو و همسر ولیعهد ساداکو (بعدها امپراتور تایشو و امپراتریس تی‌می) بود. هیروهیتو به عنوان نوه امپراتور میجی، به دور از دربار بزرگ شد، اما پس از مرگ مراقبش به دربار بازگشت. هیئت‌های نظامی اولیه دوران هیروهیتو و آموزش زیر نظر شخصیت‌های تأثیرگذار دیدگاه او را در مورد تبار امپراتوری الهی ژاپن و نقش آن در مدرن‌سازی و دیپلماسی را شکل دادند. پدرش در سال ۱۹۱۲ پس از مرگ پدرش امپراتور میجی به سلطنت رسید و شاهزاده هیروهیتو یازده ساله را به وارث بلافصل تبدیل کرد. سفرهای خارجی هیروهیتو در سال ۱۹۲۱ به اروپای غربی که در سال ۱۹۱۶ ولیعهد اعلام شد، علی‌رغم مخالفت‌های داخلی، گام مهمی به سوی دیپلماسی بین‌المللی برای ژاپن بود. در سال ۱۹۲۱، او یک سفر رسمی به پادشاهی متحد بریتانیای کبیر و ایرلند و غرب اروپا انجام داد، که برای اولین بار یک ولیعهد ژاپنی به خارج از کشور سفر می‌کرد. هیروهیتو در سال ۱۹۲۱ به دلیل مشکلات سلامتی پدرش، نایب‌السلطنه شد، ژاپن را از طریق معاهده‌های مهم، از دو واقعه زمین‌لرزه بزرگ کانتو و یک سوءقصد راهبری کرد. در ژانویه ۱۹۲۴، او با ناگاکو ازدواج کرد و ازدواج آنها موقعیت او را در خانواده امپراتوری و جامعه ژاپن تثبیت کرد. این زوج هفت فرزند داشتند.
هنگامی که پدرش در دسامبر ۱۹۲۶ درگذشت، هیروهیتو — در آن زمان ۲۵ ساله — امپراتور ژاپن شد. تا قبل از پایان جنگ جهانی دوم وی را پسر آسمان می‌خواندند. هیروهیتو به عنوان یک پادشاهی مشروطه سلطنت کرد و رئیس دولت تحت قانون اساسی میجی در طول تسلط ژاپن بر نواحی اشغال‌شده در جنگ جهانی دوم به ویژه در چین بود. در دهه ۱۹۳۰ و ۱۹۴۰ ژاپن، به دلیل نظامی‌گری و شرکت در جنگ جهانی دوم در طول سلطنت هیروهیتو، جنگی را در سراسر آسیا به راه انداخت. در زمان حکومت وی ارتش ژاپن منچوری را اشغال کرد. او با آدولف هیتلر و بنیتو موسولینی پیمان اتحاد بست و با آغاز جنگ جهانی دوم، با فشار و تحریک دولتمردانش، دستور حمله به مستعمرات انگلستان و فرانسه در جنوب شرقی آسیا را برای آزادسازی آنها صادر کرده و در سال ۱۹۴۱ (مجدداً با فشار دولتمردان قدرت طلبش) فرمان بمباران بندر پرل هاربر آمریکا را داد.
پس از شکست آلمان در بهار ۱۹۴۵ هیروهیتو برای حفظ ژاپن، دستور عقب‌نشینی از شرق و جنوب شرقی آسیا را صادر کرد. ایالات متحده آمریکا بارها از ژاپن خواست تسلیم شود ولی هیروهیتو نپذیرفت. سرانجام آمریکا دو بمب اتم در شهرهای هیروشیما و ناگازاکی ژاپن پرتاب کرد. این اقدام آمریکا ضربهٔ سختی بر پیکرهٔ امپراتوری ژاپن وارد آورد، هیروهیتو با مشاهدهٔ این اوضاع به فکر تسلیم شدن افتاد. قدرت طلبان و نظامیان علیه وی کودتا کردند اما موفق نشدند و سرانجام هیروهیتو در ماه اوت ۱۹۴۵ شرایط ایالات متحدهٔ آمریکا را پذیرفت و ژاپن تسلیم شد. چند روز بعد هیروهیتو طی نطق رادیویی از مردم ژاپن خواست تا این شکست را بپذیرند و در راه ترمیم و پیشرفت کشورشان قدم بردارند. دخالت او در تصمیمات نظامی، به ویژه در جنگ دوم چین و ژاپن و جنگ اقیانوس آرام از جنگ جهانی دوم، موضوع بحث تاریخی در مورد مسئولیت او در جنایات جنگی بوده است. علیرغم موفقیت‌های اولیه، محاسبات نادرست استراتژیک ژاپن در دوران سلطنت او منجر به پیامدهای ویرانگری شد.
پس از تسلیم ژاپن، علیرغم اینکه جنگ به نام هیروهیتو به راه انداخته شده بود، او به دلیل جنایات جنگی ژاپن تحت تعقیب قرار نگرفت، زیرا ژنرال داگلاس مک‌آرتور فکر می‌کرد که یک امپراتور ظاهراً همکار به برقراری صلح آمیز اشغال ژاپن کمک می‌کند و ایالات متحده به اهداف پس از جنگ دست می‌یابد. در نتیجه، مک آرتور تمام تلاش خود را انجام داد تا هرگونه شواهد احتمالی را که هیروهیتو و خانواده‌اش را در جریان دادگاه توکیو متهم می‌کرد، حذف کند. در ۱ ژانویه ۱۹۴۶، تحت فشار متفقین، امپراتور به‌طور رسمی اعلامیه انسانیت را منتشر کرد. هیروهیتو نقش مهمی در بازسازی ژاپن بعد از اشغال و ادغام مجدد در جامعه بین‌المللی ایفا کرد، اگرچه نقش او در زمان جنگ همچنان بحث‌برانگیز بود. میراث او ترکیبی پیچیده از سنت، نظامی‌گری و مدرنیزاسیون است که منعکس کننده چالش‌ها و دگرگونی‌هایی است که ژاپن در طول قرن بیستم با آن مواجه شد. هیروهیتو در ژانویه ۱۹۸۹ در سن ۸۷ سالگی در کاخ فوکیاژ درگذشت و پسر بزرگش آکی‌هیتو جانشین او شد. تا سال ۱۹۷۹، هیروهیتو تنها پادشاه باقی‌مانده در جهان با عنوان «امپراتور» بود.

## زندگی اولیه و تحصیل

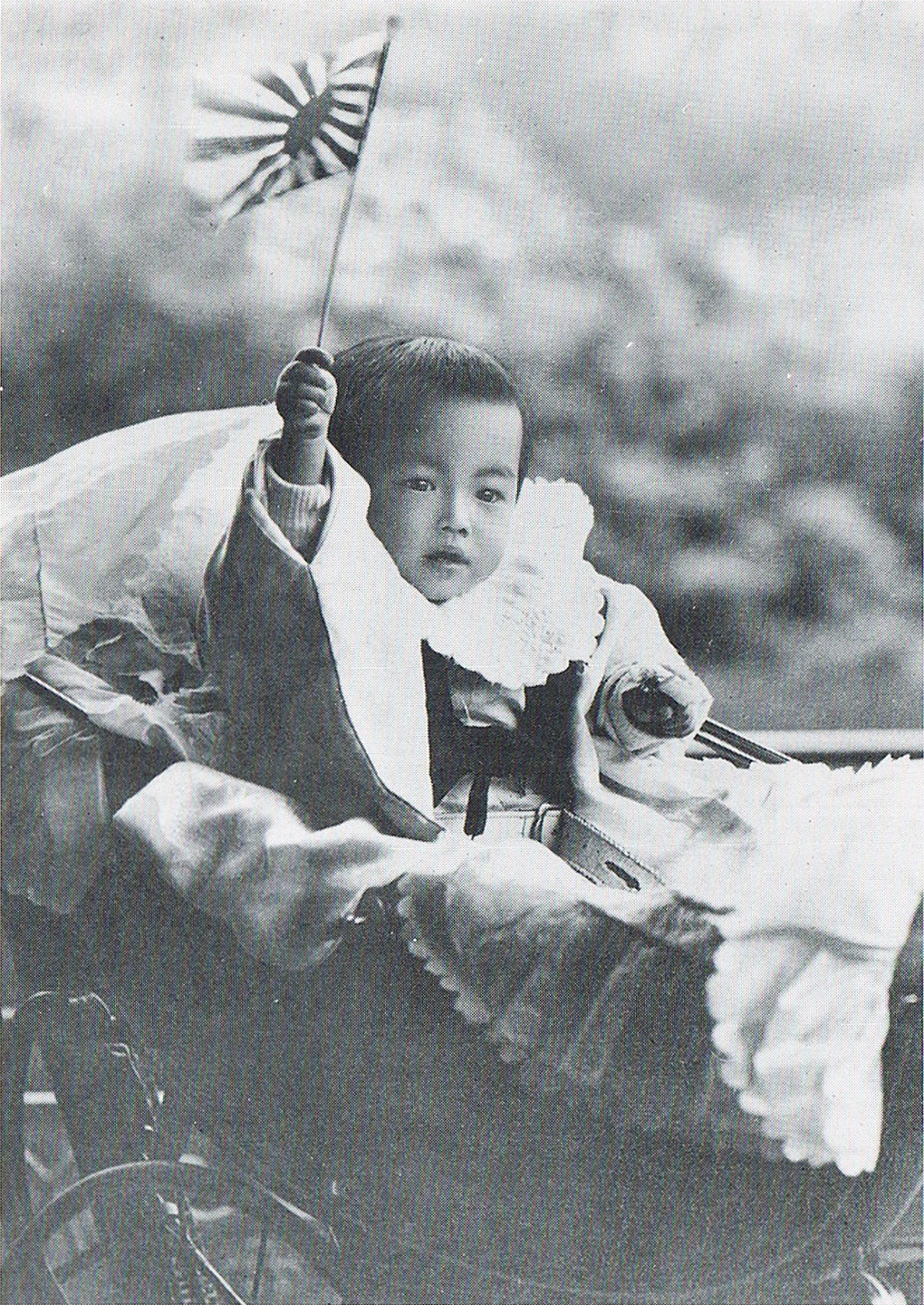
هیروهیتو به عنوان یک نوزاد در سال ۱۹۰۲

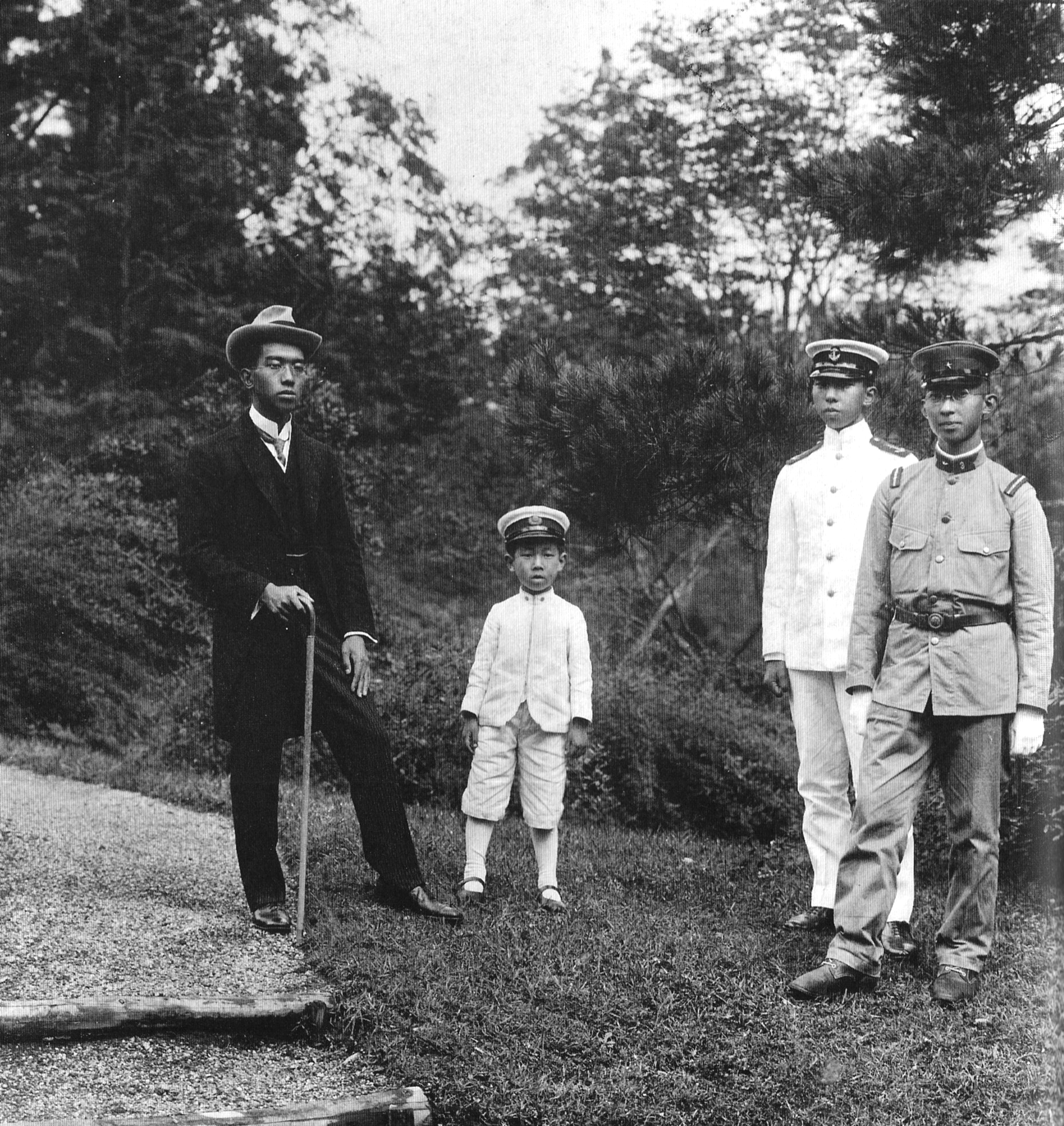
چهار پسر امپراتور تایشو در سال ۱۹۲۱: هیروهیتو، تاکاهیتو، شاهزاده میکاسا، نوبوهیتو، شاهزاده تاکاماتسو و یاسوهیتو، شاهزاده چیچیبو

هیروهیتو در ۲۹ آوریل ۱۹۰۱ در کاخ توگو در آئویاما در زمان سلطنت پدربزرگش، امپراتور میجی، به دنیا آمد او اولین پسر شاهزاده یوشیهیتو ۲۱ ساله (در آینده امپراتور تایشو) و همسر ولیعهد ساداکو ۱۶ ساله، (در آینده امپراتریس تی‌می) بود. و نوهٔ امپراتور میجی و همسر غیراصلی‌اش، یاناگیوارا ناروکو بود. عنوان دوران کودکی او «شاهزاده میچی» (میچینومیا) بود.
ده هفته پس از تولد، هیروهیتو از دربار خارج شد و تحت مراقبت دریاسالار کاوامورا سومی‌یوشی (درگذشت ۱۹۰۴ میلادی) قرار گرفت که او را به عنوان نوه‌اش بزرگ کرد. با مرگ کاوامورا، هیروهیتو در سن ۳ سالگی و برادرش یاسوهیتو، شاهزاده چیچیبو به دربار و کاخ آئویاما بازگردانده شدند.
در سال ۱۹۰۸، او تحصیلات ابتدایی را در گاکوشوئین (مدرسه) آغاز کرد. امپراتور میجی، سپس ژنرال نوگی ماره‌سوکه را به عنوان دهمین رئیس گاکوشوین و همچنین مسئول آموزش نوه‌اش منصوب کرد. دلیل اصلی این که آنها بر تربیت بدنی و سلامت تمرکز کردند، عمدتاً بر این واقعیت قرار داشت که هیروهیتو کودکی بیمار بود، که این وضعیت آموزش یا تلقین ارزش‌هایی مانند صرفه‌جویی، صبر، مردانگی، خویشتن‌داری و وفاداری به وظیفه بود، را برای او مناسب می‌کرد. 
در طول سال ۱۹۱۲، در سن ۱۱ سالگی، هیروهیتو به عنوان ستوان دوم در نیروی زمینی امپراتوری ژاپن و در نیروی دریایی امپراتوری ژاپن به عنوان یک پرچمدار مأمور شد. همچنین به او نشان گل داوودی اعطا شد. هنگامی که پدربزرگش، امپراتور میجی در ۳۰ ژوئیه ۱۹۱۲ درگذشت، امپراتور تایشو تاج و تخت را بر عهده گرفت و پسر ارشدش هیروهیتو وارث بلافصل شد.
بنا بر گزارش‌ها، پس از اطلاع از مرگ مربی خود، ژنرال نوگی، او و برادرانش متأثر شدند. او بعداً به تأثیر ماندگار نوگی در زندگی خود اذعان کرد. در آن زمان هنوز دو سال تا پایان دوره ابتدایی فاصله داشت و از این پس دریاسالار ناوگان توگو هیهاچیرو و کاپیتان نیروی دریایی اوگاساوارا ناگاناری، تربیت و ادامه تحصیلاتش را نظارت کردند که بعدها از نظر سیاست دفاع ملی به مخالفان اصلی او تبدیل شدند.
شیراتوری کوراکیچی، یکی از مربیان دوره راهنمایی او، و یکی از شخصیت‌هایی بود که عمیقاً زندگی هیروهیتو را تحت تأثیر قرار داد. کوراکیچی یک مورخ آموزش دیده تحت تأثیر نحوه تاریخ‌نگاری لئوپولد فون رانکه و امپراتوری آلمان بود. او کسی بود که در ذهن هیروهیتو جوان تلقین کرد که بین خاستگاه الهی خط امپراتوری و آرزوی پیوند آن با اسطوره برتری نژادی و همگنی ژاپنی‌ها ارتباط وجود دارد. امپراتورها اغلب نیروی محرکه ای در نوسازی کشور خود بودند. او به هیروهیتو یاد داد که امپراتوری ژاپن از طریق اقدام‌های دیپلماتیک (با در نظر گرفتن منافع سایر کشورها به‌طور خیرخواهانه و عادلانه) ایجاد و اداره می‌شود.

## دوران ولیعهدی
در ۲ نوامبر ۱۹۱۶، هیروهیتو به‌طور رسمی به عنوان ولیعهد و وارث بلافصل معرفی شد. برای تأیید این وضعیت نیازی به برگزاری مراسم سرمایه‌گذاری نبود.

### سفر به خارج از کشور

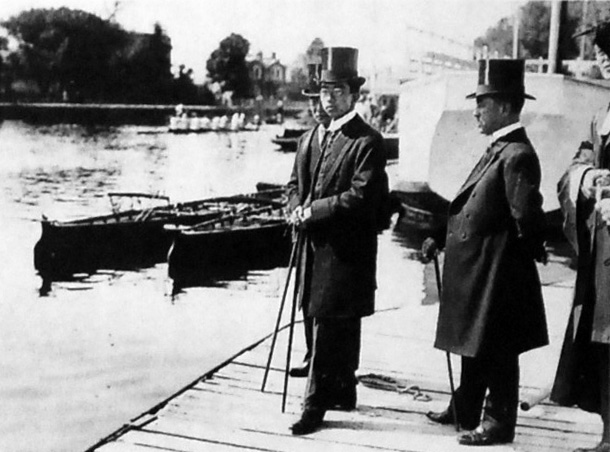
ولیعهد یک مسابقه قایق را در دانشگاه آکسفورد در بریتانیا در سال ۱۹۲۱ تماشا می‌کند.

از ۳ مارس تا ۳ سپتامبر ۱۹۲۱ (تایشو ۱۰)، ولیعهد بازدید رسمی از پادشاهی متحد بریتانیای کبیر و ایرلند، جمهوری سوم فرانسه، بلژیک، پادشاهی ایتالیا، هلند، واتیکان و مالت (در آن زمان تحت الحمایه امپراتوری بریتانیا بود) داشت. این اولین سفر ولیعهد به اروپای غربی بود. کشتی سلطنتی نبردناو کاتوری که ساخت بریتانیا بود، در این سفرها مورد استفاده قرار گرفت. این کشتی از یوکوهاما حرکت کرد و شش ماه بعد پس از بازدید از پنج کشور اروپایی به ژاپن بازگشت.
خروج شاهزاده هیروهیتو بازتاب گسترده‌ای در روزنامه‌ها داشت. در طی این سفر هیروهیتو از ناها، اوکیناوا، هنگ کنگ، سنگاپور، کلمبو، سوئز (شهر)، قاهره و جبل الطارق دیدن کرد. هیروهیتو در ماه آوریل ۱۹۲۱، برای افتتاحیه پارلمان مالت در مالت حضور داشت. سپس در ۹ مه به عنوان شریک اتحاد ژاپن و بریتانیا در بریتانیا مورد استقبال قرار گرفت و با جرج پنجم ملاقات کرد. هیروهیتو در سال ۱۹۷۹، از این دیدار یاد کرد و گفت: «آنچه از شاه جرج پنجم در مورد ماهیت حکومت مشروطه شنیدم، اساس تفکر مادام‌العمر من بوده است.»

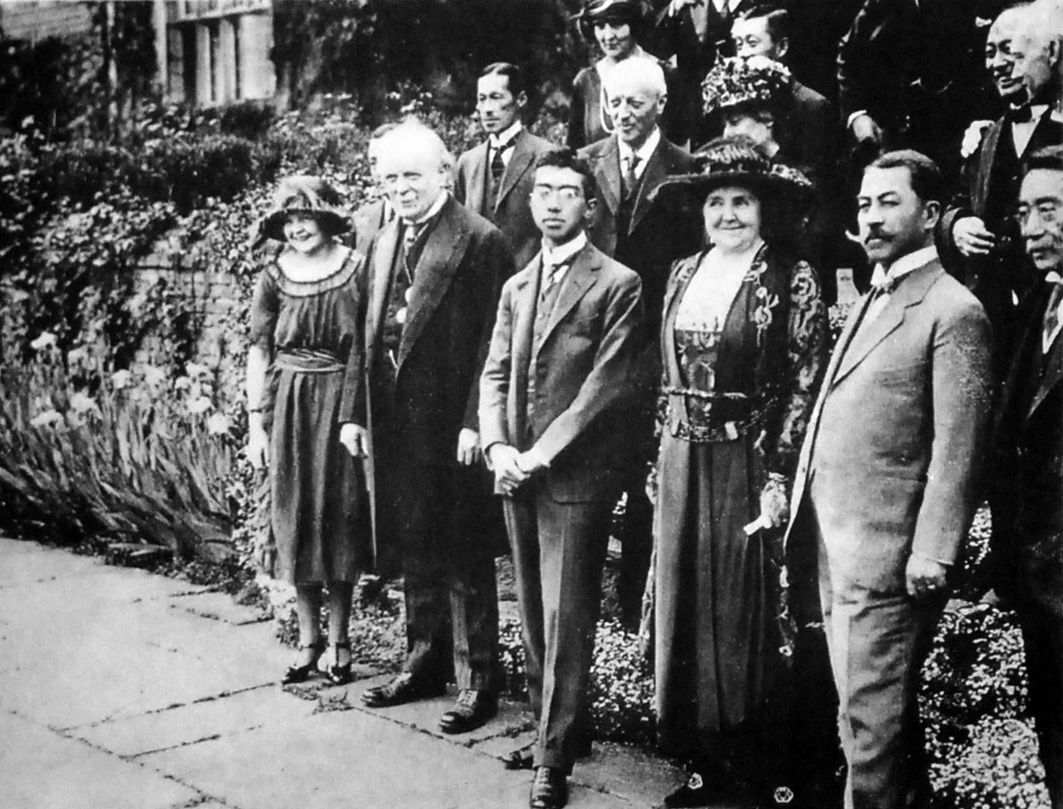
شاهزاده هیروهیتو و نخست‌وزیر بریتانیا دیوید لوید جرج، ۱۹۲۱

در دانشگاه کمبریج، هیروهیتو به سخنرانی جوزف رابسون تانر در مورد رابطه بین خانواده سلطنتی بریتانیا و مردم آن گوش داد و به او مدرک مدرک افتخاری اعطا شد. او از ۱۹ تا ۲۰ مه از ادینبرو در اسکاتلند بازدید کرد و همچنین دکترای افتخاری حقوق در دانشگاه ادینبرو به او اعطا شد. پس از سفر به فرانسه، سفر به بلژیک (اقامت از ۱۰ تا ۱۵ ژوئن) انجام شد و ولیعهد از مکان‌هایی مانند میدان‌های جنگ شدید جنگ جهانی اول بازدید کرد. پس از دیداری پنج روزه از هلند، دیداری مجدد از بلژیک و فرانسه انجام شد و پس از آن هیروهیتو در ۱۲ ژوئیه وارد رم شد و در ایتالیا با پادشاه ویکتور امانوئل سوم ملاقات کرد.

### نایب‌السلطنه
پس از بازگشت (از اروپا) به ژاپن، هیروهیتو در ۲۵ نوامبر ۱۹۲۱، به جای پدر بیمارش که تحت تأثیر بیماری روانی قرار داشت، نایب‌السلطنه ژاپن (کانپاکو و سشو) شد.

#### بازدید از تایوان استعماری

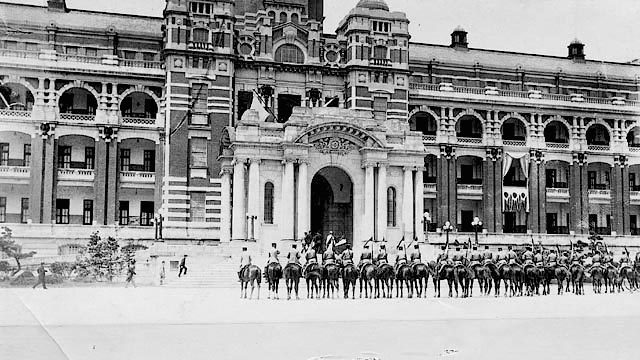
سواره نظام از شاهزاده هیروهیتو در تایپه، روبروی اداره کل دولت استقبال می‌کند.

بیش از ۱۲ روز در آوریل ۱۹۲۳، هیروهیتو از تایوان بازدید کرد، که از سال ۱۸۹۵ تایوان تحت حاکمیت ژاپن بود. این سفری بود که پدرش، امپراتور تایشوهنگامی که ولیعهد بود در سال ۱۹۱۱ برنامه‌ریزی کرده بود اما هرگز انجام نداد. به‌طور گسترده در روزنامه‌های تایوانی گزارش شد که رستوران‌های گران‌قیمت معروف غذاهای لوکس معمولی چینی مانند آشیانه پرستو و باله کوسه را به عنوان غذاهای تایوانی برای شاهزاده سرو می‌کنند. این اولین باری بود که یک امپراتور یا یک ولیعهد غذاهای محلی را در یک مستعمره، یا غذاهای خارجی به غیر از غذاهای غربی در خارج از کشور می‌خورد، بنابراین آماده‌سازی‌های استثنایی لازم بود: هشت سرآشپز و دیگر کارکنان آشپزی به مدت یک هفته (از طریق روزه گرفتن و حمام کردن آیینی) قبل از شروع پخت و پز آیین پاک شدن را به جا آوردند. این مزه کردن «غذاهای تایوانی» شاهزاده را باید به عنوان بخشی از مراسم ادغام این مستعمره در امپراتوری درک شود، که می‌تواند به عنوان زمینه و هدف بازدید هیروهیتو از تایوان تحت حاکمیت ژاپن در نظر گرفته شود.

#### زلزله و سوءقصد
زمین‌لرزه بزرگ کانتو توکیو را در ۱ سپتامبر ۱۹۲۳ ویران کرد و حدود ۱۰۰٬۰۰۰ نفر را کشت و مناطق وسیعی را با خاک یکسان کرد. این شهر باید با استفاده از ذخایر عظیم الوار تایوان در آن زمان بازسازی می‌شد. پس از این فاجعه غم‌انگیز، مقامات نظامی فرصتی برای نابودی جنبش کمونیستی در ژاپن دیدند. در طول قتل‌عام کانتو تخمین زده می‌شود که ۶٬۰۰۰ نفر، عمدتاً قومی کره‌ای، نابود شدند. این واکنش به سوءقصدی توسط دایسوکه نانبا در ۲۷ دسامبر ۱۹۲۳ در به اصطلاح حادثه تورانومون به شاهزاده منجر شد، اما این تلاش شکست خورد. در طول بازجویی، شخص دستگیر شده که در انجام ترور ناموفق بود ادعا کرد که حزب کمونیست ژاپن است و سپس اعدام شد.

## ازدواج

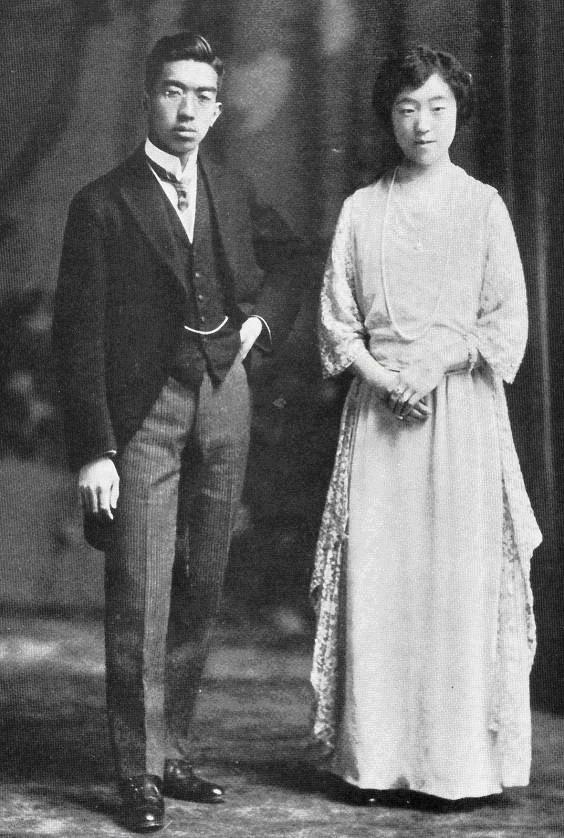
شاهزاده هیروهیتو و همسرش، شاهدخت ناگاکو، در ۱۹۲۴

شاهزاده هیروهیتو در ۲۶ ژانویه ۱۹۲۴ با دختر عموی دور خود ناگاکو، دختر بزرگ شاهزاده کونینومیا کونیوشیئو ازدواج کرد. دو پسر و پنج دختر ثمره این ازدواج بود.

## سلطنت

### بر تخت نشستن
در ۲۵ دسامبر ۱۹۲۶، یوشیهیتو درگذشت و هیروهیتو امپراتور شد. پایان دوره تایشو و آغاز دوره شووا آغاز (صلح روشن) اعلام شد. امپراتور متوفی پس از مرگ در عرض چند روز به امپراتور تایشو تغییر نام داد.
در نوامبر ۱۹۲۸، هیروهیتو بر تخت نشست. این رویداد رسمی می‌توانست به‌طور دقیق‌تر به‌عنوان تأییدی عمومی برای تصاحب سه گنجینه مقدس ژاپن، بود که رسمی است که قرن‌ها در ژاپن سابقه دارد. رویدادهای تاجگذاری او در شرایط رکود اقتصادی برنامه‌ریزی و اجرا شد، در حالی که پنجاه و پنجمین دایت ملی امپراتوری به اتفاق آرا ۷٬۳۶۰٬۰۰۰ دلار بودجه برای جشن‌ها تصویب کرد.

### اوایل سلطنت

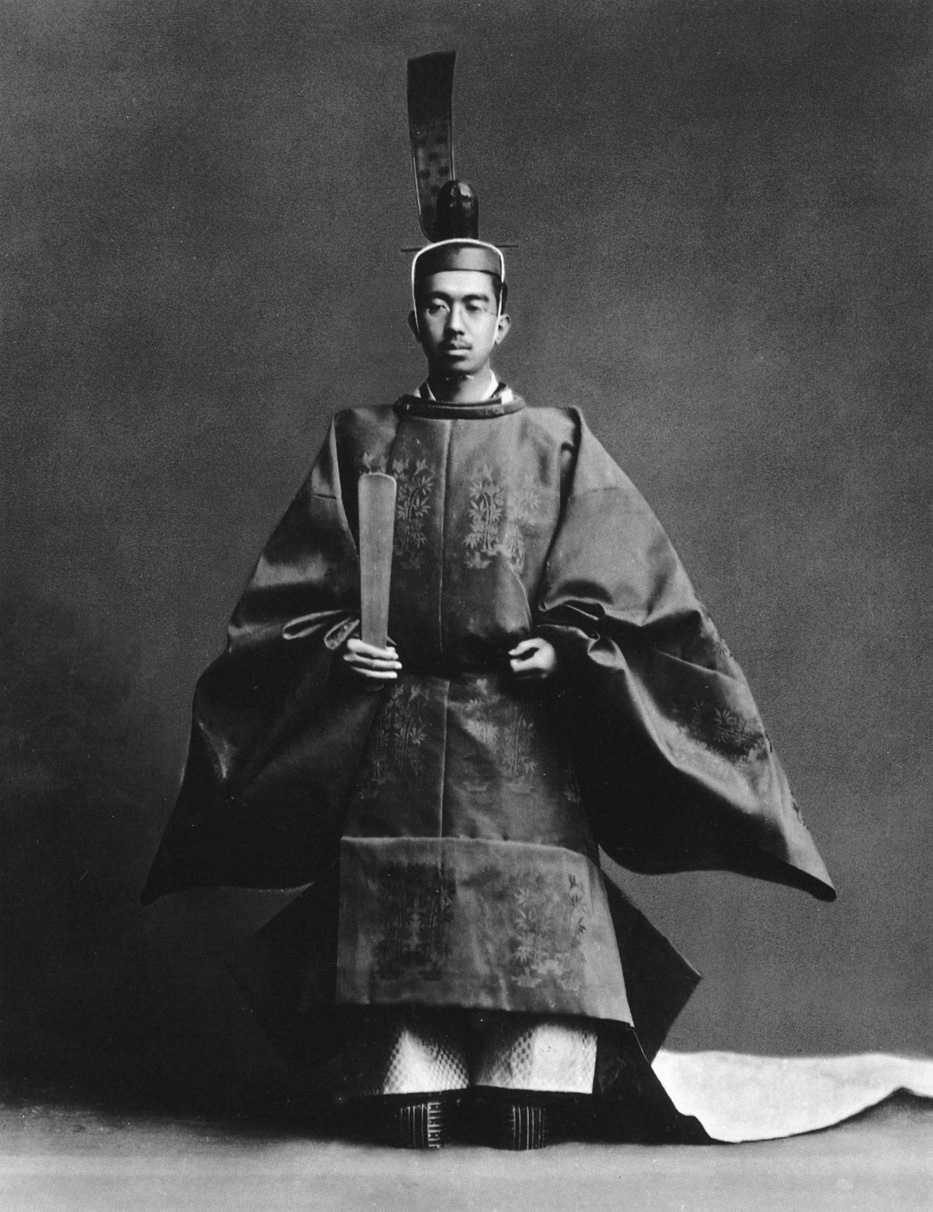
امپراتور هیروهیتو پس از مراسم تاجگذاری خود در سال ۱۹۲۸، با لباس سوکوتای

هیروهیتو به سختی از ترور با دست نارنجک پرتاب شده در حادثه ساکورادامون (۱۹۳۲) توسط فعال جنبش استقلال کره، لی بونگ-چانگ که در توکیو در ۹ ژانویه ۱۹۳۲ رخ داد، نجات یافت. مورد قابل توجه دیگر ترور نخست‌وزیر ژاپن تسویوشی اینوکای در سال ۱۹۳۲ به نشانهٔ پایان کنترل غیرنظامی نیروهای نظامی که با حادثه ۲۶ فوریه، یک تلاش برای انجام کودتا که در فوریه ۱۹۳۶ توسط افسران جوان ارتش جناح راه امپراتور انجام و دنبال شد. جناحی که از همدلی بسیاری از طرف افسران عالی‌رتبه از جمله یاسوهیتو، شاهزاده چیچیبو یکی از برادران هیروهیتو برخوردار بود. این شورش با از دست دادن حمایت سیاسی جناح میلیتاریست در انتخابات رخ داد. این کودتا منجر به قتل چندین مقام عالی دولت و ارتش شد.
هنگامی که دستیار امپراتور هونجو شیگه‌رو او را از شورش آگاه کرد، هیروهیتو بلافاصله دستور داد که آن را سرنگون کنند و از افسران به عنوان «شورشیان» («بوتو») یاد کرد. اندکی پس از آن، به وزیر وزارت نیروی زمینی امپراتوری ژاپن ،یوشی‌یوکی کاواشیما دستور داد تا شورش را ظرف یک ساعت سرکوب کند. او هر ۳۰ دقیقه یکبار از هونجو گزارش می‌خواست. روز بعد، هنگامی که هونجو به او گفت که فرماندهی عالی پیشرفت کمی در سرکوب شورشیان داشته است، امپراتور به او گفت: «من خودم رهبری گارد امپراتوری (ژاپن) را بر عهده خواهم گرفت و آنها را تحت سلطه خود در خواهم آورد.» این شورش به دنبال دستور او در حادثه ۲۶ فوریه سرکوب شد.

### جنگ دوم چین و ژاپن

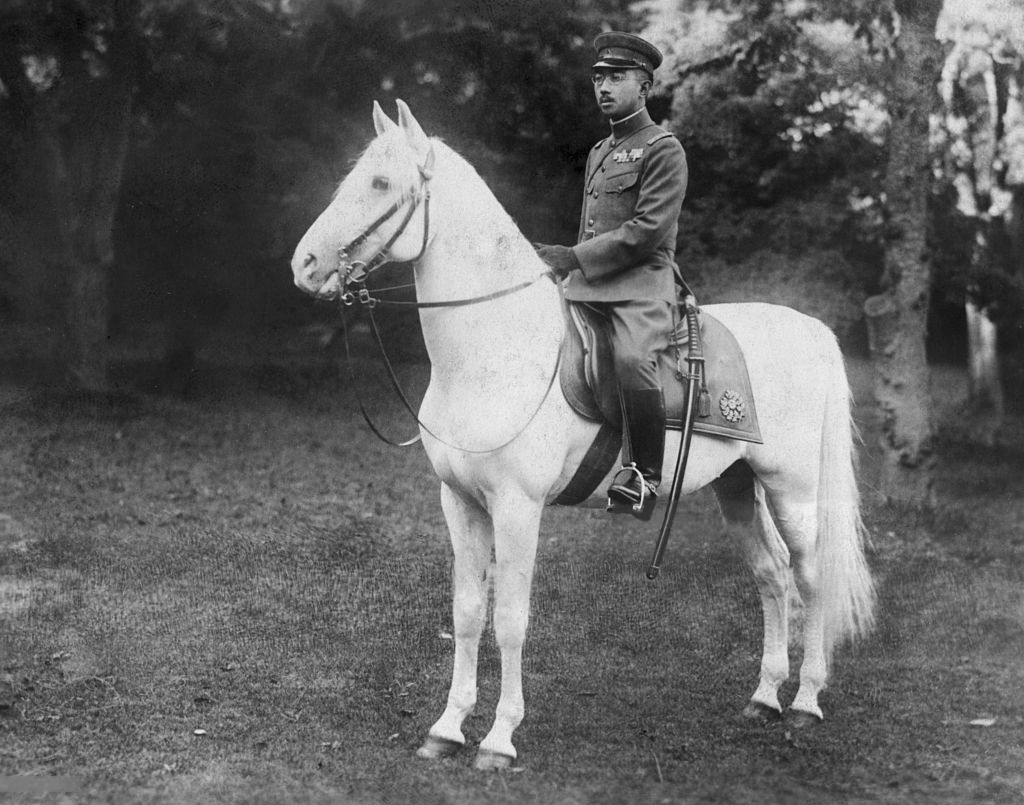
امپراتور سوار بر اسب سفید مورد علاقه‌اش، شیرایوکی، ترجمه تحت‌اللفظی برف سفید

با شروع حادثه موکدن در سال ۱۹۳۱ که در آن ژاپن یک پرچم دروغین را به راه انداخت و بهانه‌ای برای حمله به منچوری و مجازات مخالفان چینی پیدا کرد، ژاپن سرزمین‌های چین را اشغال کرد و دولت دست‌نشانده را تأسیس کرد. چنین تهاجمی توسط روسای ستاد و نخست‌وزیر فومیمارو کونوئه به هیروهیتو توصیه شد و هیروهیتو اعتراضی به حمله به چین نکرد.
یک دفتر خاطرات نوشته کوراجی اوگورا (小倉庫次) می‌گوید که او تمایلی به شروع جنگ علیه چین در سال ۱۹۳۷ نداشت، زیرا نظامیان ژاپنی قدرت نظامی چین را دست کم گرفته بودند و فکر می‌کرد که ژاپن باید در استراتژی خود محتاط باشد. در این زمینه، اوگورا می‌نویسد که هیروهیتو گفته است که «وقتی یک جنگ را شروع می‌کنید، نمی‌توان آن را به راحتی در وسط کار متوقف کرد. آنچه مهم است این است که چه زمانی باید جنگ را پایان داد و باید در شروع جنگ محتاط بود، اما پس از شروع، باید جنگ به‌طور کامل انجام شود.»
با این حال، به گفته هربرت بیکس، به نظر می‌رسد با توجه به پرسش‌های او از رئیس ستاد خود، شاهزاده کان این کوتوهیتو و وزیر ارتش هاجیمه سوگی‌یاما، نگرانی اصلی هیروهیتو احتمال حمله از سوی اتحاد جماهیر شوروی بوده است زیرا او در مورد زمانی که ممکن است برای سرکوب مقاومت چین طول بکشد و چگونه آنها می‌توانند برای احتمال حمله شوروی آماده شوند پرسیده بود. بر اساس یافته‌های بیکس، هیروهیتو از پاسخ‌های طفره‌آمیز شاهزاده کان این کوتوهیتو در مورد ماهیت چنین طرح‌های اضطراری ناراضی بود، اما با این وجود تصمیم انتقال نیروها به شمال چین را تأیید کرد.
به گفته فوجیوارا آکیرا، هیروهیتو سیاست تلقی کردن حمله به چین را به عنوان یک «حادثه» به جای «جنگ» تأیید کرد؛ بنابراین، وی هیچ اطلاعیه‌ای مبنی بر رعایت قوانین بین‌المللی در این مناقشه صادر نکرد (بر خلاف آنچه پیشینیانش در درگیری‌های قبلی که توسط ژاپن به عنوان جنگ به رسمیت شناخته شده بود) انجام دادند و معاون وزیر ارتش ژاپن به رئیس ستاد ارتش پادگان چین ژاپن در ۵ اوت دستور داد. از اصطلاح «اسیران جنگی» برای اسیران چینی استفاده نشود. این دستورالعمل منجر به حذف محدودیت‌های حقوق بین‌الملل در مورد رفتار با زندانیان چینی شد. آثار یوشیمی یوشی‌آکی و سیا ماتسونو نشان می‌دهد که هیروهیتو همچنین با دستورهای خاص اجازه استفاده از سلاح‌های شیمیایی علیه چینی‌ها را داده است.
هیروهیتو بعداً در زندگی خود به تصمیم خود برای دادن مجوز برای آغاز یک جنگ «دفاعی» علیه چین نگاه کرد و گفت که اولویت اصلی او جنگ با چین نیست، بلکه آماده شدن برای جنگ با اتحاد جماهیر شوروی است. همان‌طور که ارتشش به او اطمینان داده بود که جنگ چین در عرض سه ماه به پایان می‌رسد، اما این تصمیم او را آزار می‌دهد زیرا فراموش کرده بود که تعداد نیروهای ژاپنی در چین به شدت کمتر از چینی‌ها است، بنابراین کوته‌نظری او مشهود بود .
در ۱ دسامبر ۱۹۳۷، هیروهیتو به ژنرال ایوانه ماتسویی دستور رسمی داده بود تا پایتخت دشمن نانجینگ را تصرف کند. او بسیار مشتاق بود که در این نبرد بجنگد، زیرا او و شورایش کاملاً معتقد بودند که تنها یک ضربه بزرگ برای تسلیم چیانگ کای شک لازم است. علیرغم قطعنامه‌ای که در ۱۴ مه توسط جامعه ملل در محکومیت استفاده ژاپنی‌ها از گاز سمی به تصویب رسیده بود. در طول نبرد ووهان، از اوت تا اکتبر ۱۹۳۸، هیروهیتو استفاده از گاز سمی را در ۳۷۵ موقعیت جداگانه مجاز کرد،

### جنگ جهانی دوم

#### آماده‌سازی
در ژوئیه ۱۹۳۹، هیروهیتو با برادرش یاسوهیتو، شاهزاده چیچیبو بر سر حمایت از پیمان ضد کمینترن مشاجره کرد و وزیر ارتش سیشیرو ایتاگاکی را توبیخ کرد. سه شریک اصلی در آنچه که در نهایت به عنوان نیروهای محور شناخته شد، آلمان، ایتالیا و ژاپن بودند. این کشورها توسط دیکتاتور آلمان، آدولف هیتلر، دیکتاتور ایتالیا، بنیتو موسولینی و امپراتور ژاپن، هیروهیتو، رهبری می‌شدند. در سپتامبر ۱۹۴۰، این سه کشور اتحاد خود را از طریق پیمان سه‌جانبه رسمیت بخشیدند.
اهدافی که باید به دست آمد به وضوح تعریف شده بود: دست آزاد برای تداوم فتح چین و آسیای جنوب شرقی، عدم افزایش نیروهای نظامی آمریکا یا انگلیس در منطقه، و همکاری غرب «در دستیابی به کالاهای مورد نیاز امپراتوری ما». در ۵ سپتامبر، نخست‌وزیر فومیمارو کونوئه به‌طور غیررسمی پیش‌نویس این تصمیم را تنها یک روز قبل از کنفرانس امپراتوری که در آن به‌طور رسمی اجرا می‌شد، به هیروهیتو ارائه کرد. هیروهیتو عصر همان روز با رئیس ستاد ارتش، هاجیمه سوگی‌یاما، رئیس ستاد نیروی دریایی اوسامی ناگائو و نخست‌وزیر کونوئه دیدار کرد. هیروهیتو از سوگی‌یاما در مورد شانس موفقیت یک جنگ آشکار با جهان غرب پرسش کرد. همان‌طور که سوگی‌یاما پاسخ مثبت داد، هیروهیتو او را سرزنش کرد:
—در زمان جنگ دوم چین و ژاپن ارتش به من گفت که ما می‌توانیم بلافاصله پس از وارد کردن یک ضربه با سه لشکر به صلح دست یابیم… اما هنوز هم قادر نیستیم چیانگ کای‌شک را شکست دهیم. ا سوگی‌یاما، شما در آن زمان وزیر ارتش بودید.
—چین منطقه وسیعی است با راه‌های ورود و خروج بسیار، و ما به‌طور غیرمنتظره‌ای با مشکلات بزرگی مواجه شدیم…
—شما می‌گویید داخل چین بسیار بزرگ است. ; آیا اقیانوس آرام از چین بزرگتر نیست؟ … آیا من هر بار در مورد آن مسائل به شما هشدار ندادم؟ سوگی‌یاما، آیا به من دروغ می‌گویید؟
رئیس ستاد کل نیروی دریایی دریاسالار ناگانو، وزیر سابق نیروی دریایی، بعداً به یکی از همکاران مورد اعتماد خود گفت: «تا به حال ندیده بودم که امپراتور ما را به این شکل توبیخ کند، صورتش قرمز شود و صدایش را بلند کند.»

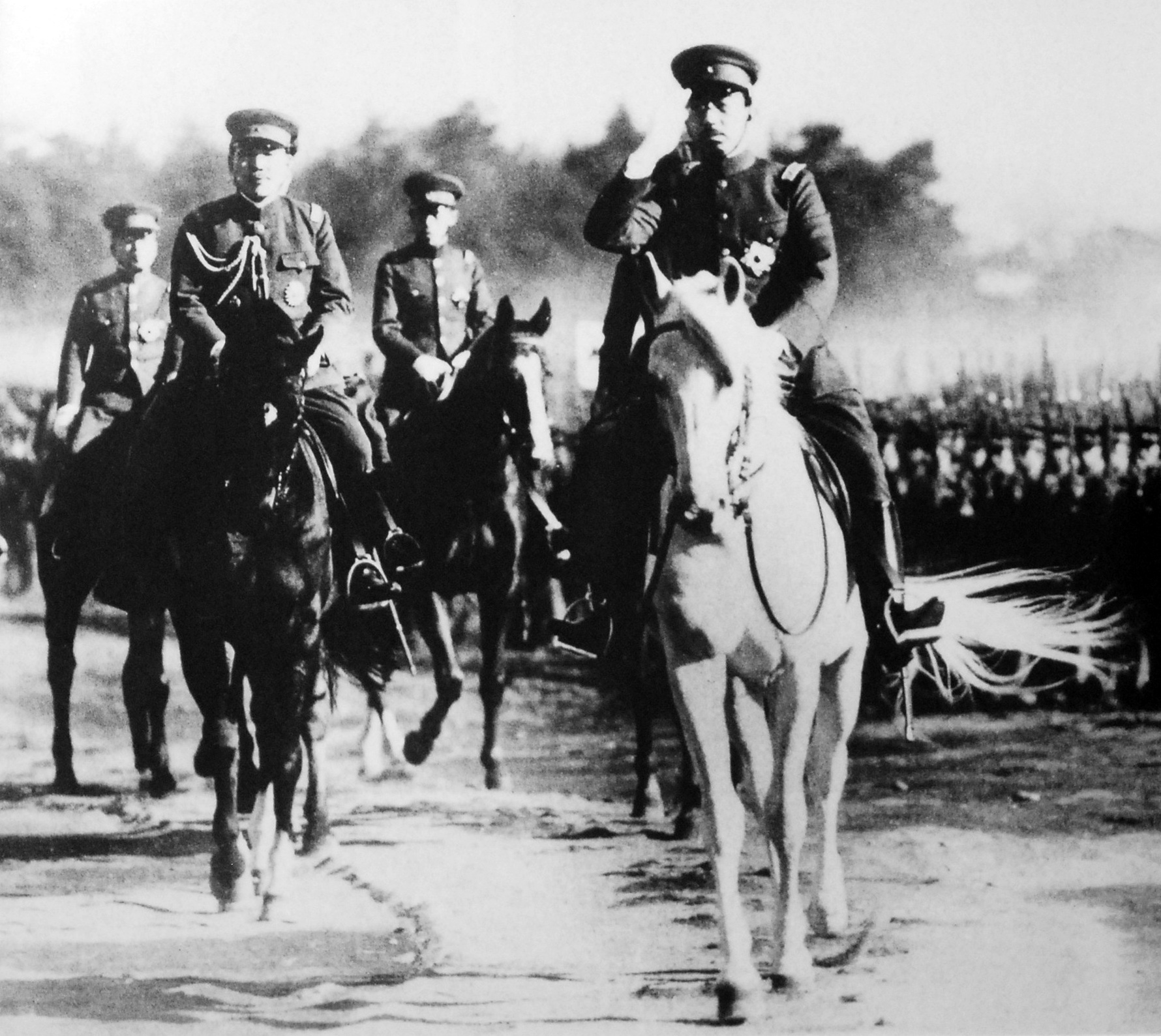
امپراتور هیروهیتو سوار بر شیرایوکی در جریان بازرسی ارتش در ۸ ژانویه ۱۹۳۸

با این وجود، همه سخنرانان کنفرانس امپراتوری به جای دیپلماسی، به نفع جنگ متحد بودند.
در ۸ اکتبر، سوگی‌یاما گزارشی ۴۷ صفحه‌ای را به امضای امپراتور رساند که در آن برنامه‌های جزئی برای پیشروی به سمت جنوب شرقی آسیا مشخص شده بود. در هفته سوم اکتبر، سوگی‌یاما یک سند ۵۱ صفحه‌ای به هیروهیتو با عنوان «اطلاعات در پاسخ به تاج و تخت» در مورد چشم‌انداز عملیاتی جنگ داد.
با ادامه تدارکات جنگ، نخست‌وزیر فومیمارو کونوئه خود را به‌طور فزاینده ای منزوی کرد و در ۱۶ اکتبر استعفا داد. او این اقدام خود را برای دبیر ارشد کابینه خود، کنجی تومیتا، توجیه کرد و گفت:
البته اعلیحضرت صلح‌طلب است و شکی نیست که می‌خواست از جنگ دوری کند. وقتی به او گفتم که شروع به جنگ اشتباه است، قبول کرد. اما فردای آن روز به من گفت: «دیروز نگران این موضوع بودی، اما لازم نیست اینقدر نگران باشی.» بنابراین، به تدریج، امپراتور شروع به گرایش به جنگیدن کرد و دفعه بعد که او را دیدم، بیشتر به سمت جنگیدن متمایل شد. خلاصه، احساس کردم امپراتور به من می‌گوید: نخست‌وزیر من مسائل نظامی را نمی‌فهمد، من خیلی بیشتر می‌دانم. به‌طور خلاصه، امپراتور از دیدگاه فرماندهی ارتش و نیروی دریایی تأثیر پذیرفته بود.
ارتش و نیروی دریایی انتصاب شاهزاده ناروهیکو هیگاشیکونی یکی از عموهای هیروهیتو را به عنوان نخست‌وزیر توصیه کردند. بر اساس «تک‌گویی» شووا که پس از جنگ نوشته شد، هیروهیتو سپس گفت که اگر جنگ در زمانی که یکی از اعضای خانه امپراتوری نخست‌وزیر بود آغاز شود، خاندان امپراتوری باید مسئولیت را بر عهده بگیرد و او با این کار مخالف بود. در عوض، هیروهیتو ژنرال تندرو هیدکی توجو را که به خاطر ارادتش به نهاد امپراتوری معروف بود، انتخاب کرد و از او خواست تا در مورد آنچه که توسط کنفرانس‌های امپراتوری تحریم شده بود، بازنگری کند.

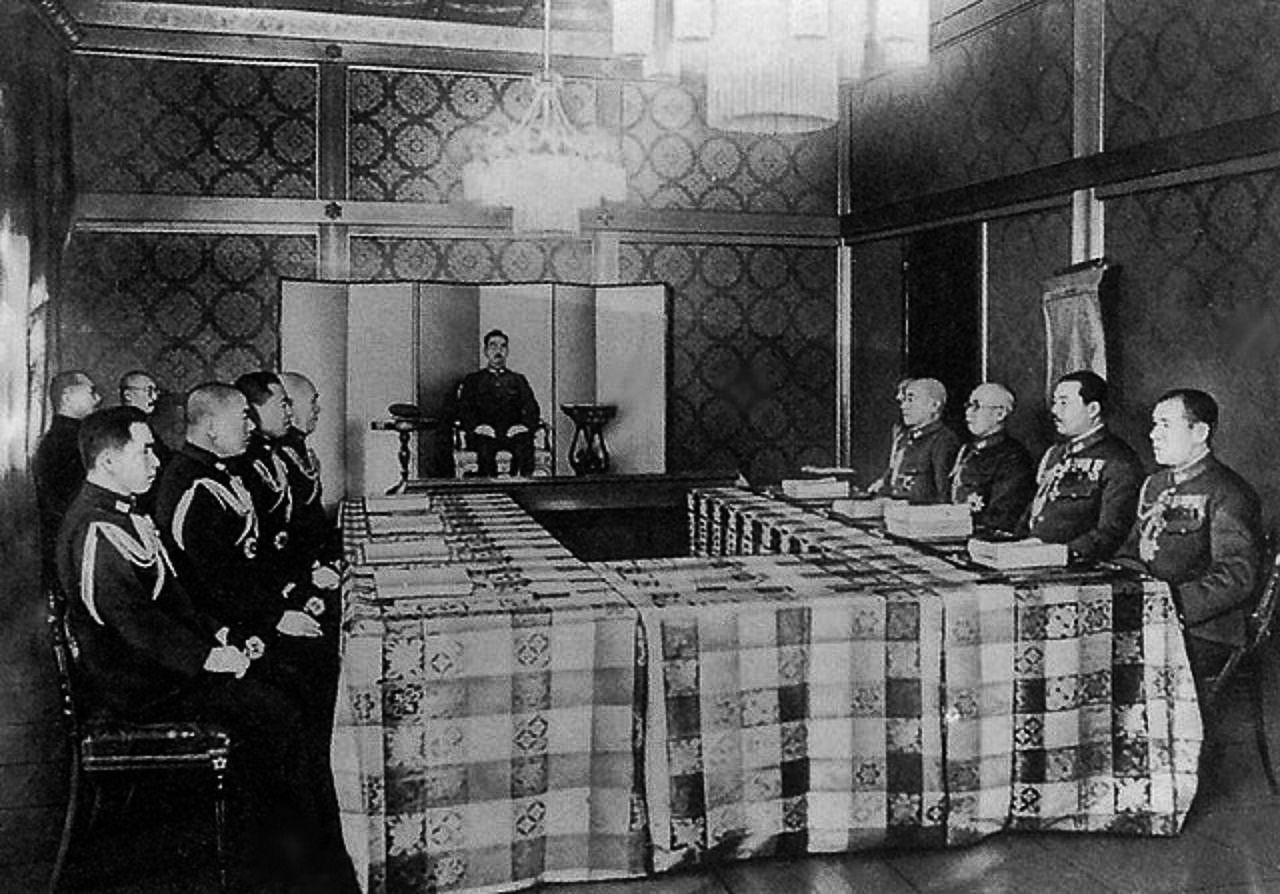
امپراتور به عنوان رئیس ستاد کل امپراتوری در ۲۹ آوریل ۱۹۴۳.

در ۲ نوامبر توجو، سوگی‌یاما و ناگانو به هیروهیتو گزارش دادند که بررسی‌ها جهت تجدید نظر بیهوده است. امپراتور هیروهیتو موافقت خود را با جنگ اعلام کرد و سپس پرسید: «آیا می‌خواهی توجیهی برای جنگ ارائه کنی؟» تصمیم جنگ علیه ایالات متحده توسط ژنرال توجو، وزیر نیروی دریایی دریاسالار شیمادا شیگه‌تارو و وزیر خارجه ژاپن شیگه‌نوری توگو برای تصویب به هیروهیتو ارائه شد.
در ۳ نوامبر، ناگانو طرح حمله به پرل هاربر را با جزئیات به هیروهیتو توضیح داد. برای جنگ با جهان غرب و تا پایان ماه جلسات زیادی با ارتش و توجو داشت. او ابتدا نسبت به شرکت در جنگ تردید نشان داد، اما در نهایت با وجود مخالفت برخی از مشاوران، تصمیم حمله به پرل هاربر را تأیید کرد. در دوره منتهی به پرل هاربر، او کنترل خود را بر مسائل نظامی گسترش داد و در کنفرانس شوراهای نظامی که برای او غیرعادی تلقی می‌شد، شرکت کرد. علاوه بر این، او به دنبال اطلاعات بیشتر در مورد برنامه‌های حمله بود. یکی از دستیاران گزارش داد که او آشکارا پس از اطلاع از موفقیت حملات غافلگیرانه ابراز خوشحالی کرد. در ۲۵ نوامبر هنری استیمسون، وزیر جنگ ایالات متحده، در دفتر خاطرات خود خاطرنشان کرد که با رئیس‌جمهور ایالات متحده فرانکلین دلانو روزولت در مورد اینکه به احتمال قوی ژاپن در آستانه حمله غافلگیرانه صحبت کرده و از او پرسیده است که «چگونه نقشه و تدبیر جنگی ای لازم است برای اینکه آنها [ژاپنی‌ها] را در موقعیت قبل از حمله نگه داریم بدون اینکه خطر زیادی را متوجه خودمان کنیم.» روز بعد، ۲۶ نوامبر ۱۹۴۱، کوردل هال، وزیر امور خارجه ایالات متحده آمریکا، یادداشت هال را به سفیر ژاپن تقدیم کرد، که به عنوان یکی از شروط خود مستلزم خروج کامل تمامی نیروهای ژاپنی از هندوچین فرانسه و چین بود. هیدکی توجو، نخست‌وزیر ژاپن به کابینه خود گفت: «این یک اولتیماتوم است.» در ۱ دسامبر، کنفرانس امپراتوری «جنگ علیه ایالات متحده، بریتانیا و پادشاهی هلند» را تصویب کرد.

#### جنگ: پیشروی و عقب‌نشینی
ژاپن تا حمله به پرل هاربر در ۷ دسامبر ۱۹۴۱ (۸ دسامبر به وقت آسیا) با آمریکا وارد درگیری مستقیم نشده بود. در این روز طی هفت ساعت حملات هماهنگ ژاپنی‌ها انجام شد:
1. حمله به مناطق مشترک‌المنافع با آمریکا شامل فیلیپین، گوام و جزیره ویک
2. حمله به هند شرقی هلند
3. حمله به تایلند
4. حمله به مستعمرات بریتانیا در بورنئو، مالایا و هنگ کنگ[۵۸][۵۹]

در حالی که ملت کاملاً به جنگ متعهد بود، هیروهیتو علاقه شدیدی به پیشرفت نظامی داشت و به دنبال تقویت روحیه بود. به گفته آکیرا یامادا و آکیرا فوجیوارا، هیروهیتو دخالت‌های عمده‌ای در برخی عملیات نظامی انجام داد. به عنوان مثال، او چهار بار در روزهای ۱۳ و ۲۱ ژانویه و ۹ و ۲۶ فوریه سوگی‌یاما را تحت فشار قرار داد تا قدرت نیروها را افزایش دهد و به باتاآن حمله کند. در ۹ فوریه ۱۹ مارس و ۲۹ مه، هیروهیتو به رئیس ستاد ارتش دستور داد تا احتمال حمله به چونگ‌چینگ در چین را بررسی کند که منجر به عملیات ایچی-گو/عملیات گوگو (Operation Go-Go) شد.
در حالی که برخی از نویسندگان، مانند روزنامه‌نگاران پیتر جنینگز و تاد بروستر می‌گویند که در طول جنگ، هیروهیتو از جنایت‌های جنگی ژاپن و ناکارآمدی سیاسی بسیاری از نهادهای اجتماعی که وفاداری خود را به او اعلام می‌کردند، «خشمگین» بود. و گاهی علیه آنها سخن می‌گفت.
دیگران، مانند مورخان هربرت بیکس و مارک فلتون، و همچنین مایکل تای، کارشناس روابط بین‌الملل چین، اشاره می‌کنند که هیروهیتو شخصاً «سه خط‌مشی» را تحریم کرده است.Sankō Sakusen , یک استراتژی راهبرد زمین سوخته که از سال ۱۹۴۲ تا ۱۹۴۵ در چین اجرا شد و به‌طور مستقیم و غیرمستقیم مسئول مرگ «بیش از ۲٫۷ میلیون» غیرنظامی چینی بود.
با شروع موج جنگ علیه ژاپن (در اواخر سال ۱۹۴۲ و اوایل ۱۹۴۳)، جریان اطلاعات به کاخ به تدریج کمتر و کمتر با واقعیت ارتباط داشت، در حالی که دیگران نشان می‌دهند که هیروهیتو از نزدیک با نخست‌وزیر هیدکی توجو کار می‌کرد، همچنان به خوبی و با دقت توسط ارتش اطلاع‌رسانی می‌شد و موقعیت نظامی ژاپن را دقیقاً تا نقطه تسلیم می‌دانست. شوایچی اینادا، رئیس بخش امور عمومی دفتر نخست‌وزیر، به سادائو آکاماتسو، منشی خصوصی توجو، گفت:
هیچ کابینه ای نبوده است که نخست‌وزیر و همه وزرا تا این حد به تاج و تخت گزارش دهند. وزرا به منظور اعمال جوهره حاکمیت مستقیم امپراتوری واقعی و رفع نگرانی امپراتور، اموری را که در حیطه وظایف خود بر اساس دستورهای نخست‌وزیری بود به تاج و تخت گزارش می‌کردند پیش‌نویس‌ها با اصلاحات به رنگ قرمز به امپراتور ارائه می‌شد. پیش‌نویس اول، پیش‌نویس دوم، پیش‌نویس نهایی و غیره، زمانی که مراحل مذاکرات یکی پس از دیگری پیش می‌رفت و توسط امپراتور تأیید می‌شد، سرانجام انجام می‌شد.

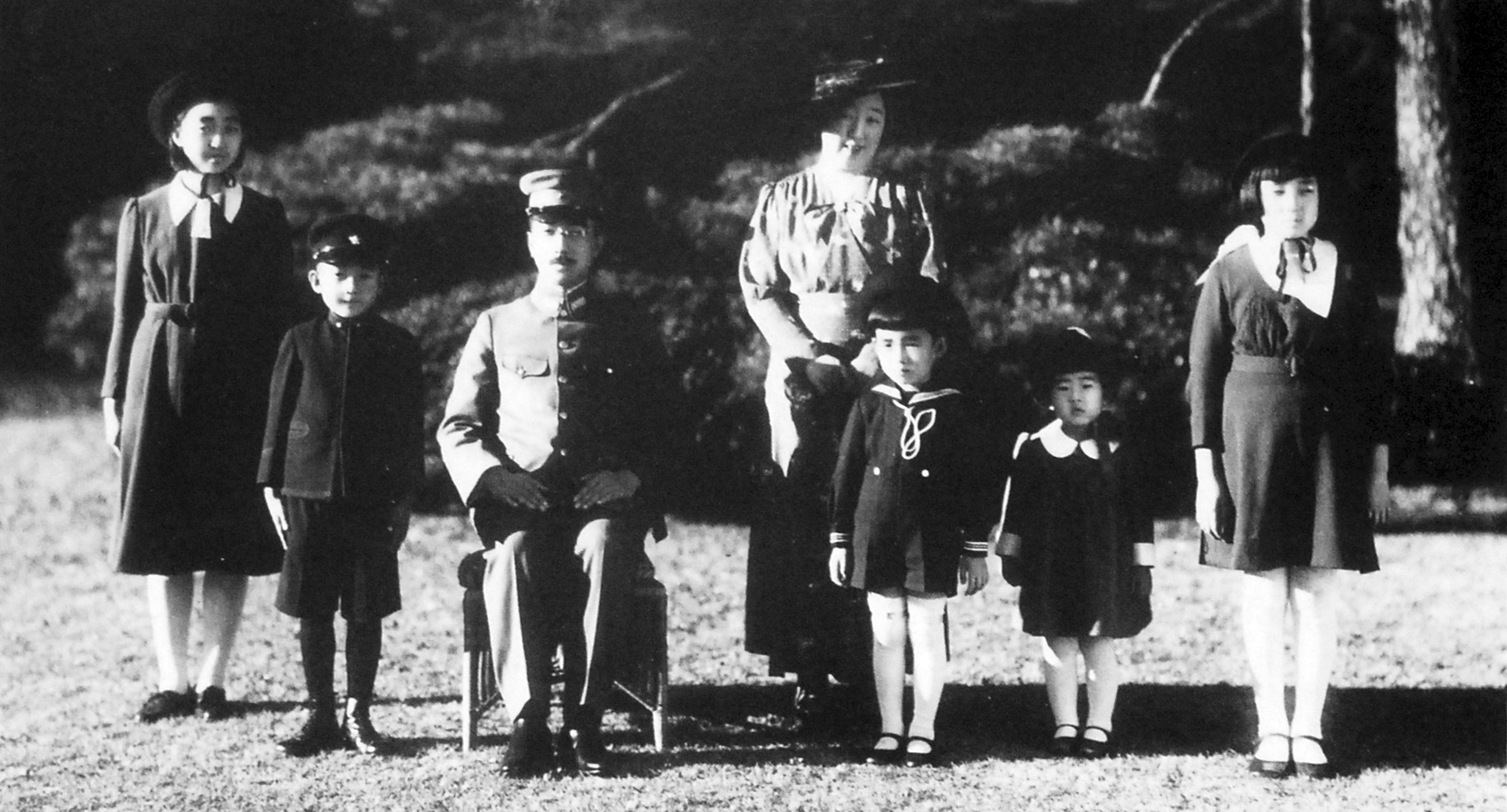
امپراتور هیروهیتو با همسرش ناگاکو و فرزندانشان در ۷ دسامبر ۱۹۴۱

در طی هفت ماه پس از حمله پرل هاربر، ژاپن هند شرقی هلند، سنگاپور (مستعمره انگلیس)، گینه نو (مستعمره استرالیا)، فیلیپین (مشترک‌المنافع با آمریکا) و تعدادی دیگر از مناطق جنوب شرقی آسیا و اقیانوس آرام را اشغال کرد. اما روند شکست ژاپن در جنگ در ژوئن ۱۹۴۲ نبرد میدوی و کمی بعد در گوادالکانال آغاز شد. در اواسط سال ۱۹۴۴، رهبران ارتش ژاپن تصدیق کردند که پیروزی بعید است، اما این کشور جنگ را متوقف نکرد. هیروهیتو نقش مؤثری در جنگ ایفا می‌کرد. در یازده منطقه اصلی جنگ او عمیقاً درگیر نظارت بر اجرای واقعی عملیات جنگی بود. هیروهیتو فرماندهی عالی را تحت فشار قرار داد تا دستور حمله زودهنگام به فیلیپین را در سال‌های ۱۹۴۱–۱۹۴۲ از جمله شبه‌جزیره مستحکم باتاآن صادر کند. او استقرار نیروی هوایی ارتش را در کارزار گوادال‌کانال تضمین کرد. به دنبال عقب‌نشینی ژاپن از گوادالکانال، او خواستار یک حمله جدید در گینه نو شد که به درستی انجام شد اما به شدت شکست خورد. او که از عملکرد نیروی دریایی در جنگ ناراضی بود، از عقب‌نشینی آن از مرکز جزایر سلیمان انتقاد کرد و خواستار ادامه نبردهای دریایی علیه آمریکایی‌ها به دلیل خساراتی که در جزایر آلیوتی به ژاپنی‌ها وارد کرده بودند، شد.
نبردها فاجعه بود. سرانجام با اصرار او بود که نقشه‌هایی برای بازپس‌گیری سایپن و بعداً برای حمله به نبرد اوکیناوا تنظیم شد. با اختلافات شدید ارتش و نیروی دریایی، او اختلافات بر سر تخصیص منابع را حل و فصل کرد و به طرح‌ریزی حملات نظامی کمک کرد. در سپتامبر ۱۹۴۴، هیروهیتو اعلام کرد که باید عزم شهروندانش باشد که اهداف شیطانی غربی‌ها را در هم بشکنند تا سرنوشت امپراتوری آنها ادامه یابد اما در تمام طول این مدت، این فقط نقابی است برای نیاز فوری ژاپن به پیروزی در برابر عملیات ضد تهاجمی نیروهای متفقین.
در ۱۸ اکتبر ۱۹۴۴، مقر امپراتوری تصمیم گرفته بود که ژاپنی‌ها باید در مجاورت جزیره لیته بایستند تا از پیشروی آمریکایی‌ها در فیلیپین جلوگیری کنند. این دیدگاه به‌طور گسترده‌ای مورد مخالفت قرار گرفت و سیاست‌گذاران از هر دو بخش ارتش و نیروی دریایی را ناراضی کرد. از هیروهیتو نقل شده است که او چنین چیزی را تأیید کرده است، زیرا اگر در آن لشکرکشی پیروز می‌شدند، بالاخره اتاقی برای مذاکره با آمریکایی‌ها می‌توانستند ایجاد کنند. نیروهایی که آنها به نبرد لیته فرستاده‌اند، عملاً نیروهایی بودند که به‌طور مؤثر از جزیره لوزون دفاع می‌کردند، بنابراین ژاپنی‌ها ضربه بزرگی را در برنامه‌ریزی نظامی خود وارد کردند.

رسانه‌ها که تحت کنترل شدید دولت بودند، بارها او را به‌عنوان تقویت‌کننده روحیه مردم به تصویر می‌کشیدند، حتی زمانی که شهرهای ژاپن در سال‌های ۱۹۴۴–۱۹۴۵ مورد حمله شدید هوایی قرار گرفتند و کمبود غذا و مسکن افزایش یافت. عقب‌نشینی‌ها و شکست‌های ژاپنی توسط رسانه‌ها به عنوان موفقیت‌هایی که «پیروزی حتمی» را به تصویر می‌کشید جشن گرفته می‌شد.
تنها به تدریج برای مردم ژاپن آشکار شد که وضعیت به دلیل کمبود فزاینده غذا، دارو و سوخت بسیار وخیم است زیرا زیردریایی‌های ایالات متحده شروع به از بین بردن کشتی‌های ژاپنی کردند. از اواسط سال ۱۹۴۴، حملات آمریکایی‌ها به شهرهای بزرگ ژاپن، داستان‌های پایان ناپذیر پیروزی را به سخره گرفتند. در اواخر همان سال، با سقوط دولت توجو، دو نخست‌وزیر دیگر برای ادامه جنگ منصوب شدند، کونی‌آکی کوایسو و کانتارو سوزوکی - هر کدام با تأیید رسمی هیروهیتو. هر دو ناموفق بودند و ژاپن در حال نزدیک شدن به فاجعه بود.

#### تسلیم

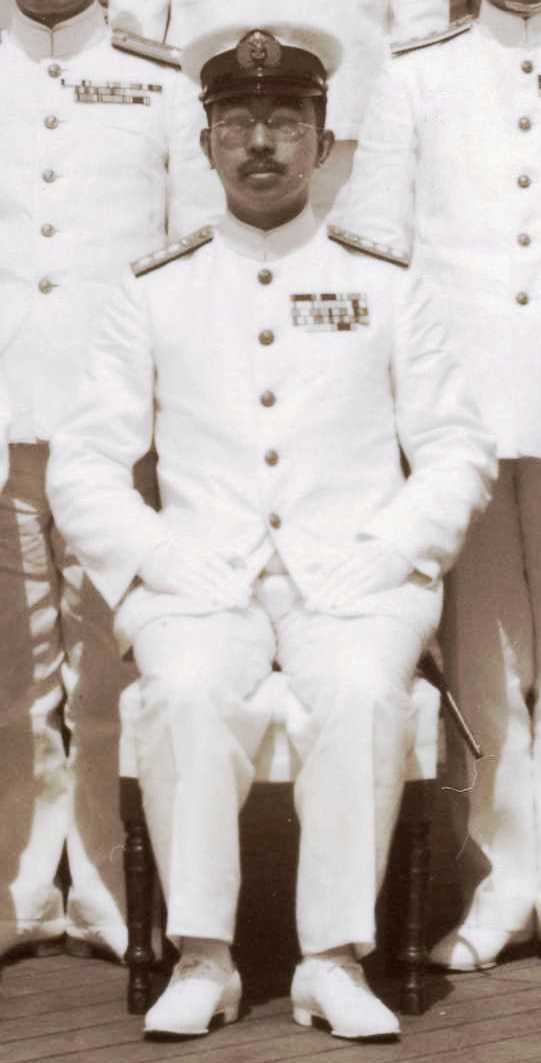
امپراتور هیروهیتو در کشتی جنگی Musashi، ۲۴ ژوئن ۱۹۴۳

در اوایل سال ۱۹۴۵، در پی تلفات در نبرد لیته، امپراتور هیروهیتو مجموعه ای از جلسه‌های فردی را با مقام‌های ارشد دولتی برای بررسی پیشرفت جنگ آغاز کرد. همه به جز نخست‌وزیر سابق فومیمارو کونوئه توصیه به ادامه جنگ کردند. کونوئه از یک انقلاب کمونیستی حتی بیشتر از شکست در جنگ می‌ترسید و خواستار تسلیم و مذاکره شد. در فوریه ۱۹۴۵، او پس از سه سال اجازه ملاقات خصوصی با امپراتور هیروهیتو را یافته بود. کونوئه به هیروهیتو توصیه کرد که مذاکرات را برای پایان دادن به جنگ آغاز کند. به گفته گراند چمبرلین، فوجیتا هیسانوری، هیروهیتو، که همچنان به دنبال یک «تنوزان» (یک پیروزی بزرگ) برای قرار گرفتن در یک موقعیت چانه‌زنی قوی‌تر بود، قاطعانه توصیهٔ کونوئه را رد کرد.،
هر هفته که می‌گذشت احتمال پیروزی کمتر می‌شد. آلمان، متحد ژاپن در اوایل ماه مه ۱۹۴۵ تسلیم شد.  به رغم پیمان بی‌طرفی ژاپن و شوروی، در ماه فوریه ۱۹۴۵ در کنفرانس یالتا، ایالات‌متحده، بریتانیا، و اتحاد جماهیر شوروی موافقت کردند که شوروی ظرف سه ماه پس از شکست آلمان در اروپا وارد جنگ با ژاپن شود. در ماه آوریل، اتحاد جماهیر شوروی اعلامیه‌ای صادر کرد که توافقنامه بی‌طرفی خود را تمدید نخواهد کرد.
در ۲۲ ژوئن، هیروهیتو با وزرای خود ملاقات کرد و گفت: «من مایلم که برنامه‌های مشخص برای پایان دادن به جنگ، بدون مانع از سیاست‌های موجود، به سرعت مورد مطالعه قرار گیرد و تلاش‌هایی برای اجرای آنها انجام شود.» تلاش برای مذاکره برای صلح از طریق اتحاد جماهیر شوروی بی‌نتیجه ماند. همیشه این تهدید وجود داشت که افراط‌گرایان کودتا انجام دهند یا خشونت‌های دیگری را دامن بزنند. در ۲۶ ژوئیه ۱۹۴۵، متفقین در اعلامیه پوتسدام خواستار تسلیم بی‌قیدوشرط شدند. شورای دولت ژاپن، آن گزینه را در نظر گرفت و به هیروهیتو توصیه کرد که تنها در صورت توافق با یک تا چهار شرط، از جمله تضمین تداوم موقعیت هیروهیتو در فرهنگ ژاپنی تسلیم پذیرفته شود. بعد از بمباران اتمی هیروشیما و ناگاساکی و اعلان جنگ شوروی اوضاع تغییر کرد. در ۹ اوت، امپراتور هیروهیتو به کیدو کوایچی گفت: «اتحاد جماهیر شوروی اعلام جنگ کرده است و امروز حمله و جنگ را علیه ما آغاز کرد.» در ۱۰ اوت، کابینه پیش نویس پخش صدای جواهر را به دنبال نشانه‌های مبنی بر اینکه این اعلامیه هیچ درخواستی را که به اختیارات هیروهیتو به عنوان یک حاکم مستقل لطمه می‌زند، به خطر نمی‌اندازد، تهیه کرد. در ۱۲ اوت ۱۹۴۵، هیروهیتو خاندان امپراتوری را از تصمیم خود برای تسلیم مطلع کرد. یکی از عموهای او به نام شاهزاده یاسوهیتو آساکا پرسید که اگر «کوکوتای» (اعتقاد به امپراتور ژاپن (تنّو) به عنوان تجسد زندهٔ الهه خورشید) حفظ نشود، آیا جنگ ادامه خواهد یافت؟ هیروهیتو به سادگی پاسخ داد «البته.» در ۱۴ اوت هیروهیتو تصمیم گرفت «بی قید و شرط» تسلیم شود. و دولت سوزوکی به متفقین اطلاع داد که اعلامیه پوتسدام را پذیرفته است.
«علاوه بر این، دشمن شروع به استفاده از بمب جدید و بی‌رحمانه‌ای کرده است که در واقع قدرت آسیب‌رسانی آن غیرقابل محاسبه است و تلفات بسیاری از بی‌گناهان را می‌گیرد. آیا باید به مبارزه ادامه دهیم؟ نه تنها منجر به فروپاشی و نابودی نهایی ملت ژاپن می‌شود، بلکه به انقراض کامل تمدن بشری نیز منجر می‌شود.» این سخنرانی همچنین خاطرنشان کرد که «وضعیت جنگ لزوماً به نفع ژاپن نیست» و به ژاپنی‌ها دستور داد که آنچه غیرقابل تحمل است را تحمل کنند. این سخنرانی، با استفاده از ژاپنی رسمی و قدیمی، توسط بسیاری از مردم عادی به راحتی قابل درک نبود. به گفته ریچارد استوری مورخ در «تاریخ ژاپن مدرن»، هیروهیتو معمولاً از «شکلی از زبانی که فقط برای تحصیلکرده‌ها» و خانواده‌های سنتی‌تر سامورایی آشنا بود، استفاده می‌کرد.
گروهی از ارتش که مخالف تسلیم بودند، در غروب ۱۴ اوت، قبل از پخش، اقدام به کودتا کردند. آنها کاخ امپراتوری (حادثه کیوجو) را تصرف کردند، اما ضبط فیزیکی سخنرانی هیروهیتو پنهان و حفظ شد. کودتا شکست خورد و سخنرانی صبح روز بعد پخش شد.
هیروهیتو در اولین کنفرانس مطبوعاتی خود که در سال ۱۹۷۵ که در توکیو برگزار شد، هنگامی که از او پرسیده شد نظر شما در مورد بمباران هیروشیما چیست، پاسخ داد: «این بسیار تاسف بار است که بمب‌های هسته ای انداخته شد و من برای شهروندان اهل هیروشیما متاسفم، اما شیکاتاگانایی،» (به معنی چاره‌ای نبود و نمی‌توانست در مورد آن کمکی انجام دهد) زیرا این اتفاق در زمان جنگ رخ داد.

### سلطنت پس از جنگ

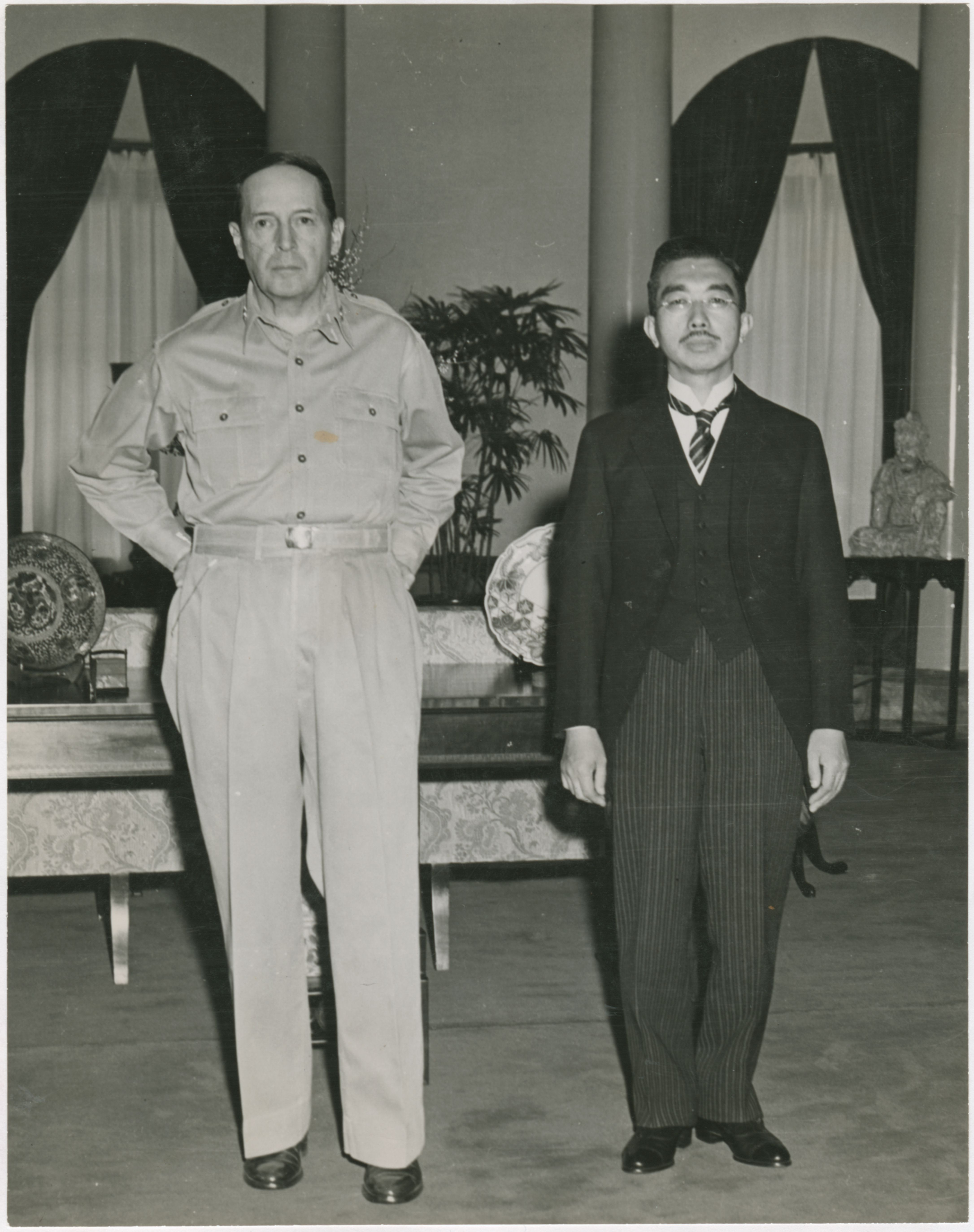
عکسِ گائتانو فایلاس از ژنرال مک آرتور و هیروهیتو در مقر نیروهای متفقین در توکیو، ۲۷ سپتامبر ۱۹۴۵

پس از تسلیم ژاپن در اوت ۱۹۴۵، فشار زیادی از سوی کشورهای متفقین و چپ‌های ژاپنی وارد شد که از هیروهیتو خواستند از قدرت کناره‌گیری کند و به عنوان جنایتکار جنگی متهم شود. استرالیا، بریتانیا و ۷۰ درصد از مردم آمریکا خواهان محاکمه هیروهیتو به عنوان جنایتکار جنگی کلاس A بودند. ژنرال داگلاس مک‌آرتور این ایده را دوست نداشت، زیرا فکر می‌کرد که ظاهراً همکاری امپراتور به ایجاد یک رژیم اشغالگر صلح آمیز متحد در ژاپن کمک می‌کند.
 مک آرتور اره هیروهیتو به عنوان نمادی از تداوم و انسجام مردم ژاپن. در نتیجه، هر مدرک احتمالی که هیروهیتو و خانواده اش را متهم کند از دادگاه توکیو حذف شد. مک آرتور طرحی را ایجاد کرد که هیروهیتو را از میلیتاریست‌ها جدا می‌کرد، هیروهیتو را به عنوان ابقا کرد. یک پادشاه مشروطه اما فقط به عنوان یک چهره، و از هیروهیتو برای حفظ کنترل ژاپن برای کمک به دستیابی به اهداف آمریکایی پس از جنگ در ژاپن استفاده کرد.
از آنجایی که هیروهیتو، عمو و پدر زن دخترش، شاهزاده ناروهیکو هیگاشیکونی را به عنوان نخست‌وزیر به جای کانتارو سوزوکی، که به دلیل مسئولیت تسلیم استعفا داد، برای کمک به اشغال آمریکا منصوب کرد، رهبران متعددی تلاش کردند. تا او را به اتهام جنایت جنگی محاکمه کنند. بسیاری از اعضای خانواده امپراتوری، مانند یاسوهیتو، شاهزاده چیچیبو، نوبوهیتو، شاهزاده تاکاماتسو و هیگاشیکونی، هیروهیتو را تحت فشار قرار دادند تا از سلطنت کناره‌گیری کند تا یکی از شاهزادگان بتواند تا زمانی که پسر بزرگش، ولیعهد شاهزاده آکی‌هیتو به سلطنت برسد، به عنوان نایب‌السلطنه خدمت کند. در ۲۷ فوریه ۱۹۴۶، کوچک‌ترین برادر هیروهیتو، تاکاهیتو، شاهزاده میکاسا، حتی در شورای خصوصی ایستاد و به‌طور غیرمستقیم از هیروهیتو خواست که از قدرت کناره‌گیری کند و مسئولیت شکست ژاپن را بپذیرد. طبق دفتر خاطرات وزیر رفاه آشیدا، «به نظر می‌رسید که همه به سخنان میکاسا فکر می‌کردند. هرگز صورت اعلیحضرت را اینقدر رنگ پریده ندیده بودم.»
قبل از تشکیل محاکمه جنایات جنگی، فرماندهی عالی نیروهای متفقین، بخش دادستانی بین‌المللی (IPS) و مقامات ژاپنی در پشت صحنه نه تنها برای جلوگیری از متهم شدن خانواده امپراتوری، بلکه برای تأثیرگذاری بر شهادت این خانواده تلاش کردند. متهمان اطمینان حاصل کنند که هیچ‌کس هیروهیتو را دخیل نکرده است. مقامات عالی در محافل دادگاه و دولت ژاپن با ستاد کل متفقین در تهیه فهرستی از جنایتکاران جنگی احتمالی همکاری کردند، در حالی که افرادی که به عنوان مظنونان «کلاس A» دستگیر و زندانی شده بودند، به‌طور جدی متعهد شدند که از حاکمیت خود در برابر هرگونه رنگ آمیزی احتمالی مسئولیت جنگی محافظت کنند.  بنابراین، ماه‌ها قبل از اینکه دادگاه توکیو شروع شود، بالاترین زیردستان مک آرتور در تلاش بودند تا مسئولیت نهایی حمله به پرل هاربر را به هیدکی توجو  یا به مظنونان اصلی دیگر نسبت دهند و در نتیجه هیروهیتو را از اتهامات این حمله در امان نگه دارند.  به گفته جان داور، «این کمپین موفقیت‌آمیز برای تبرئه هیروهیتو از مسئولیت جنگ، به عنوان بیگناه بودن هیروهیتو هیچ حد و مرزی نداشت اعمالی که ممکن بود او را به عنوان یک جنایتکار جنگی متهم به کیفرخواست کند، او را به یک شخصیت تقریباً مقدس تبدیل کرد که حتی مسئولیت اخلاقی در قبال جنایت این جنگ را بر عهده نداشت».  به گفته بیکس، «اقدامات واقعاً خارق‌العاده مک آرتور برای نجات هیروهیتو از محاکمه به عنوان یک جنایتکار جنگی، تأثیری ماندگار و عمیقاً تحریف‌کننده بر درک ژاپنی‌ها از جنگ باخته داشت.»

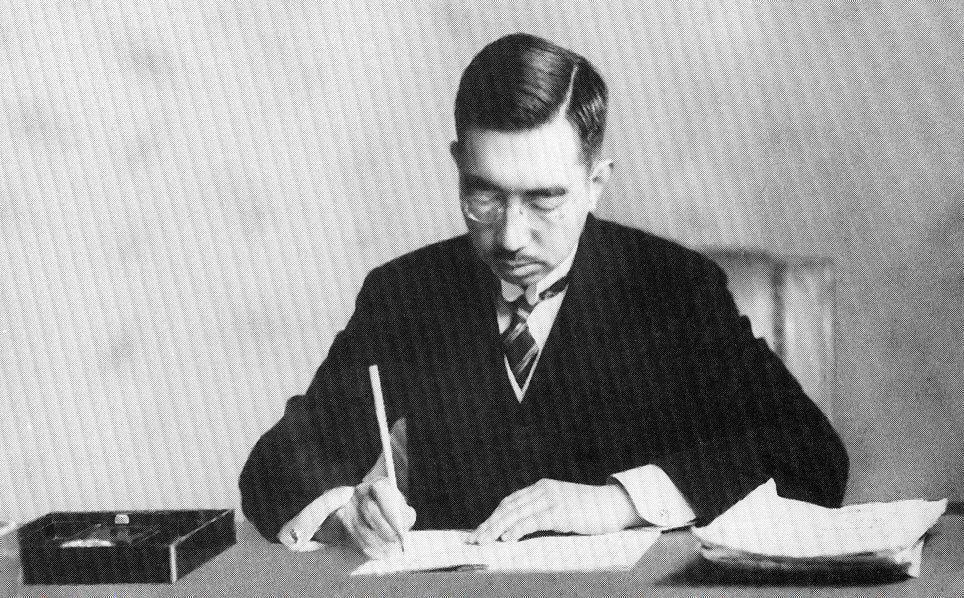
هیروهیتو در حال امضای قانون اساسی ژاپن در سال ۱۹۴۷

مورخ گری جی. باس شواهدی را ارائه کرد که از مسئولیت هیروهیتو در جنگ حمایت می‌کرد و اشاره کرد که اگر او همان‌طور که برخی از قضات و برخی دیگر از آنها دفاع می‌کردند تحت تعقیب قرار می‌گرفت، می‌توانست پرونده قانع‌کننده‌ای علیه او تشکیل شود. با این حال، آمریکایی‌ها نگران بودند که برکناری امپراتور از قدرت و محاکمه او با توجه به موقعیت محترم او در میان مردم ژاپن، می‌تواند باعث هرج و مرج گسترده و فروپاشی ژاپن شود. علاوه بر این، ظهور جنگ سرد شرایط سخت سیاسی را به وجود آورد. چینی‌های طرفدار چیانگ کای‌شک یا کومینتانگ جنگ داخلی چین را به مائو تسه‌تونگ حزب کمونیست چین از دست می‌دادند، و دولت ترومن را بر آن داشت که جنگ داخلی چین و از دست دادن چین به عنوان یک متحد و شریک استراتژیک را در نظر بگیرد. در نتیجه، اطمینان از قدرت و ثبات ژاپن برای تضمین یک متحد قابل اعتماد پس از جنگ ضروری شد.

### وضعیت امپراتوری
هیروهیتو محاکمه نشد، اما مجبور شد  اعلامیه انسانیت را صادر کند. در این اعلامیه این ادعای شبه رسمی مبنی بر اینکه هیروهیتو آراهیتوگامی (یعنی الوهیت مجسم) است، رد شده است. انگیزه این امر از این جهت بود که به گفته قانون اساسی میجی، هیروهیتو قدرتی الهی بر کشور خود داشت که ناشی از این اعتقاد شینتو بود که خانواده امپراتوری ژاپن از نوادگان الهه خورشید آماتراسو هستند. با این حال هیروهیتو بر این عقیده که امپراتور ژاپن باید از نوادگان خدایان در نظر گرفته شود، پافشاری می‌کرد. در دسامبر ۱۹۴۵، او به معاون اعظم خود میچئو کینوشیتا ja:木下道雄 گفت: «می‌توان گفت که این تصور که ژاپنی‌ها از نسل خدایان هستند، تصور نادرستی است. اما کاملاً غیرمجاز است که این ایده که امپراتور از نسل خدایان است را واهی و خیالی بنامیم.» نظریه سلطنت مشروطه قبلاً در ژاپن طرفدارانی داشت. در سال ۱۹۳۵، زمانی که تاتسوکیچی مینوبه از این نظریه حمایت می‌کرد. او مجبور به استعفا از پست خود در دانشگاه امپراتوری توکیو شد، کتاب‌هایش ممنوع شد و تلاشی برای گرفتن جان او انجام شد. پس از جنگ و تا سال ۱۹۴۶ گام بزرگی برای تغییر عنوان امپراتور از «حاکم امپراتوری» به پادشاهی مشروطه برداشته شد.
اگرچه امپراتور ظاهراً ادعاهای مربوط به الوهیت را رد کرده بود، موقعیت عمومی او عمداً مبهم باقی مانده بود که وضعیت هیروهیتو به عنوان یک پادشاه مشروطه با تصویب قانون اساسی ژاپن رسمی شد. این قانون امپراتور را به عنوان «نماد دولت و اتحاد مردم» تعریف می‌کند. نقش او به عنوان کاملاً تشریفاتی، بدون حتی قدرت اسمی دولتی بازتعریف شد. وظیفه او محدود به انجام امور دولتی بود که در قانون اساسی مشخص شده بود و در بیشتر موارد اقدامات او در آن حوزه مطابق دستورالعمل‌های الزام‌آور کابینه انجام می‌شد.

### چهره عمومی

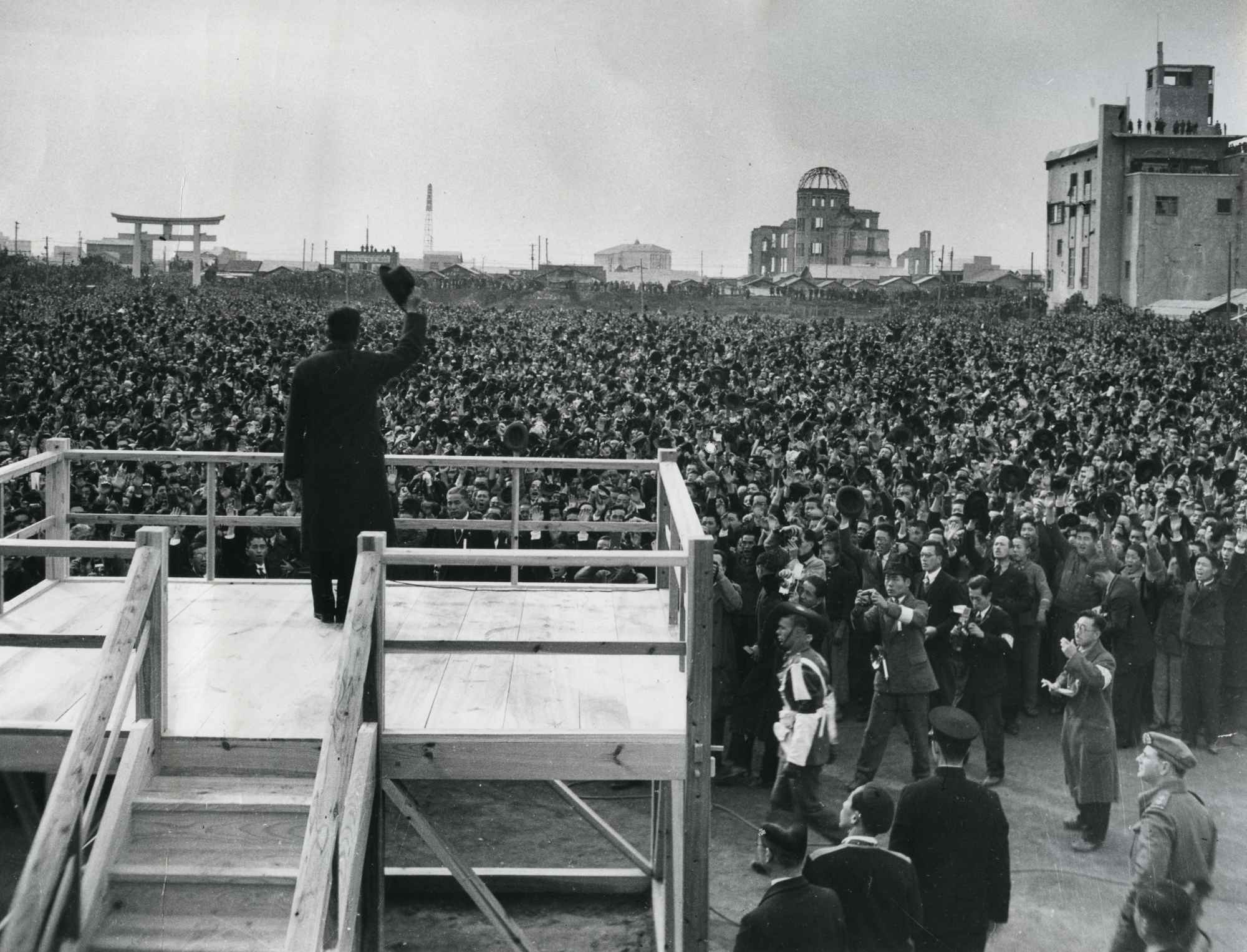
امپراتور هیروهیتو در حال بازدید از هیروشیما در سال ۱۹۴۷. گنبدی یادمان صلح هیروشیما در پس زمینه دیده می‌شود.

هیروهیتو تا پایان عمر خود یک چهره فعال در زندگی ژاپنی‌ها بود و بسیاری از وظایفی را که معمولاً با یک قانون اساسی مرتبط است انجام می‌داد. او و خانواده‌اش حضور مردمی قوی داشتند و اغلب پیاده‌روی‌های عمومی برگزار می‌کردند و در تشریفات و مراسم خاص ظاهر می‌شدند. به عنوان مثال، در سال ۱۹۴۷، امپراتور یک بازدید عمومی از هیروشیما داشت و در مقابل جمعیت عظیمی سخنرانی کرد و شهروندان شهر را تشویق کرد. او همچنین نقش مهمی در بازسازی وجهه دیپلماتیک ژاپن داشت و برای دیدار با بسیاری از رهبران خارجی از جمله ملکه الیزابت دوم بریتانیا (۱۹۷۱) و رئیس‌جمهور ایالات متحده جرالد فورد (۱۹۷۵) به خارج از کشور سفر کرد. او نه تنها اولین امپراتور سلطنتی ژاپن بود که به کشورهای خارجی سفر کرد، بلکه اولین کسی بود که با رئیس‌جمهور آمریکا ملاقات کرد. وضعیت و تصویر او پس از این دیدار در ایالات متحده به شدت مثبت شد.

#### بازدید از اروپا

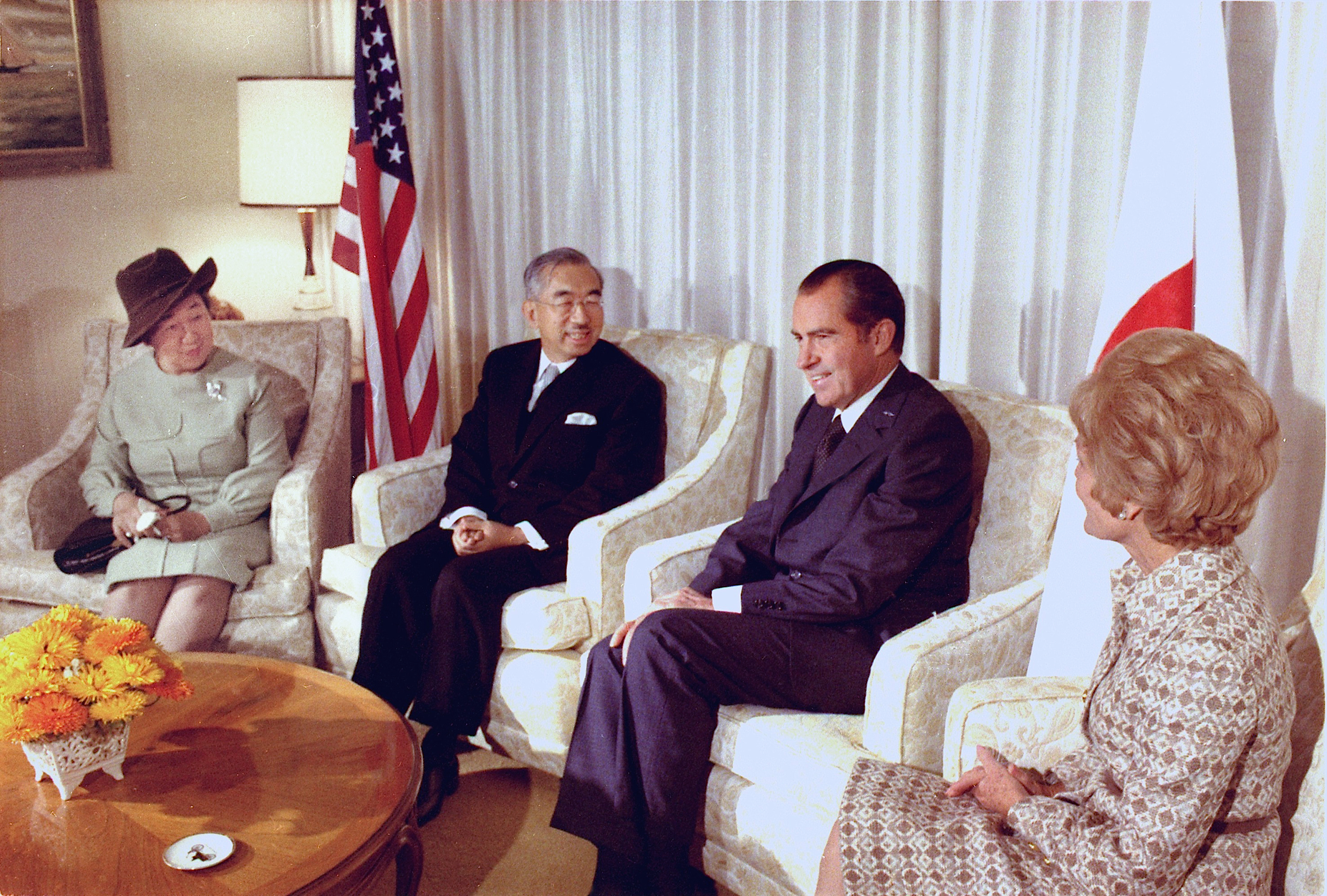
امپراتور هیروهیتو و ملکه ناگاکو با رئیس‌جمهور ایالات متحده ریچارد نیکسون و بانوی اول ایالات متحده آمریکا پت نیکسون در انکوریج در ایالت آلاسکا (۲۷ سپتامبر ۱۹۷۱)

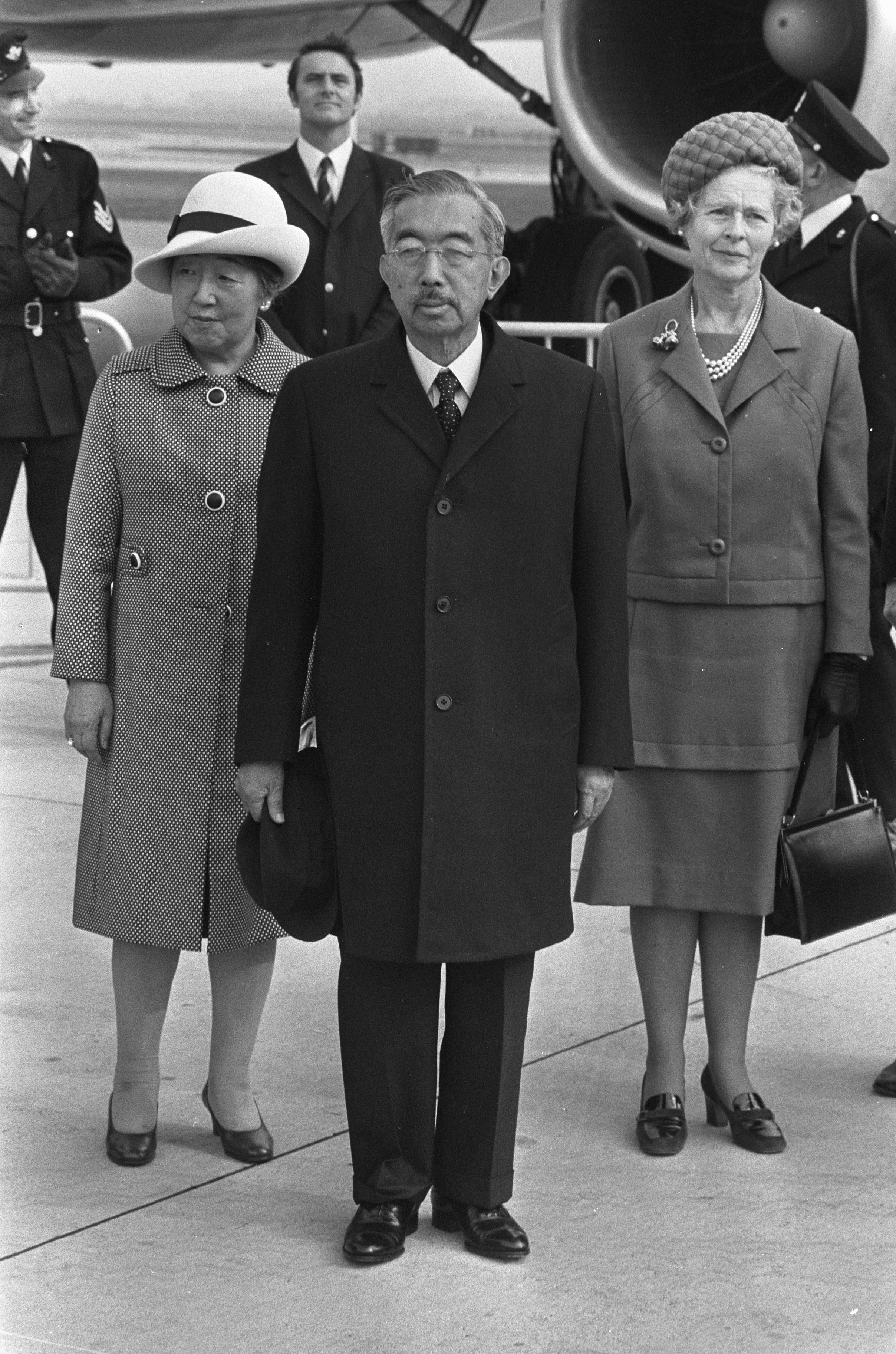
امپراتور هیروهیتو و ملکه ناگاکو در هلند (۸ اکتبر ۱۹۷۱)

در سال ۱۹۷۱ (شووا ۴۶)، هیروهیتو از هفت کشور اروپایی، از جمله بریتانیا، هلند و سوئیس بار دیگر پس از سال ۱۹۲۱ (تایشو ۱۰) که به عنوان ولیعهد دیدن کرده بود، به مدت ۱۷ روز از ۲۷ سپتامبر تا ۱۴ اکتبر با همسرش ناگاکو بازدید کرد. اگرچه به عنوان یک بازدید به حساب نمی‌آید، اما در آن زمان، هیروهیتو و ناگاکو به عنوان توقفگاه در انکوریج توقف کردند و با رئیس‌جمهور ایالات متحده ریچارد نیکسون و بانوی اول ایالات متحده آمریکا پت نیکسون در پایگاه هوایی المندورف نیز ملاقات کردند.
مذاکرات بین امپراتور هیروهیتو و رئیس‌جمهور نیکسون در ابتدا برنامه‌ریزی نشده بود، زیرا در ابتدا توقف در ایالات متحده فقط برای سوخت‌گیری برای بازدید از اروپا بود. با این حال، این نشست به درخواست آمریکا با عجله انجام شد.
یک دیدار اولیه با تبادلات عمیق سلطنتی در دانمارک و بلژیک انجام شد. در فرانسه، هیروهیتو به گرمی مورد استقبال قرار گرفت و با ادوارد هشتم که در سال ۱۹۳۶ کناره‌گیری ادوارد هشتم را داشت و عملاً در تبعید بود، دوباره دیدار کرد و مدتی با هم گپ زدند. با این حال، تظاهرات در بریتانیا و هلند توسط کهنه سربازان که در جبهه جنوب شرقی آسیای جنگ جهانی دوم خدمت کرده بودند و شاهد کشتار وحشیانه غیرنظامیان بودند، برگزار شد. در هلند تخم‌مرغ‌های خام و فلاسک پرتاب می‌شدند. اعتراض به حدی شدید بود که امپراتریس ناگاکو که امپراتور را همراهی می‌کرد بیزار و ناخوش شد. در بریتانیا، هنگامی که کالسکه هیروهیتو از کنار آنها رد شد، معترضان در سکوت می‌ایستادند و به کالسکه پشت می‌کردند، در حالی که برخی دستکش‌های قرمز را به نشانه مردگان پوشیده بودند.
در آلمان غربی، دیدار پادشاه ژاپن با اعتراضات خصمانه چپ افراطی روبرو شد، شرکت‌کنندگان در آن هیروهیتو را معادل آدولف هیتلر می‌دانستند و از او به عنوان «هیروهیتلر» یاد می‌کردند و باعث بحث تطبیقی گسترده‌تری از حافظه و درک جنایات جنگی محور شد. تظاهرات علیه دیدار هیروهیتو همچنین آنچه را که آنها به عنوان همدستی متقابل ژاپنی‌ها و آلمان غربی در و توانمندسازی آمریکا ذر جنگ ویتنام علیه کمونیسم در ویتنام می‌دانستند، محکوم و برجسته کرد.
در مورد این اعتراضات و مخالفت‌ها، امپراتور هیروهیتو پس از بازگشت به ژاپن و پس از شنیدن گزارشی در کنفرانس مطبوعاتی در ۱۲ نوامبر تعجب نکرد و گفت که «من فکر نمی‌کنم که بتوان هر کشوری مورد استقبال واقع شد.» همچنین سه سال بعد در یک کنفرانس مطبوعاتی پس از سالگرد طلایی ازدواجشان با امپراتریس، از این سفر به اروپا به عنوان لذت‌بخش‌ترین خاطره خود در ۵۰ سال اخیر یاد کرد.: 193 

#### بازدید از ایالات متحده

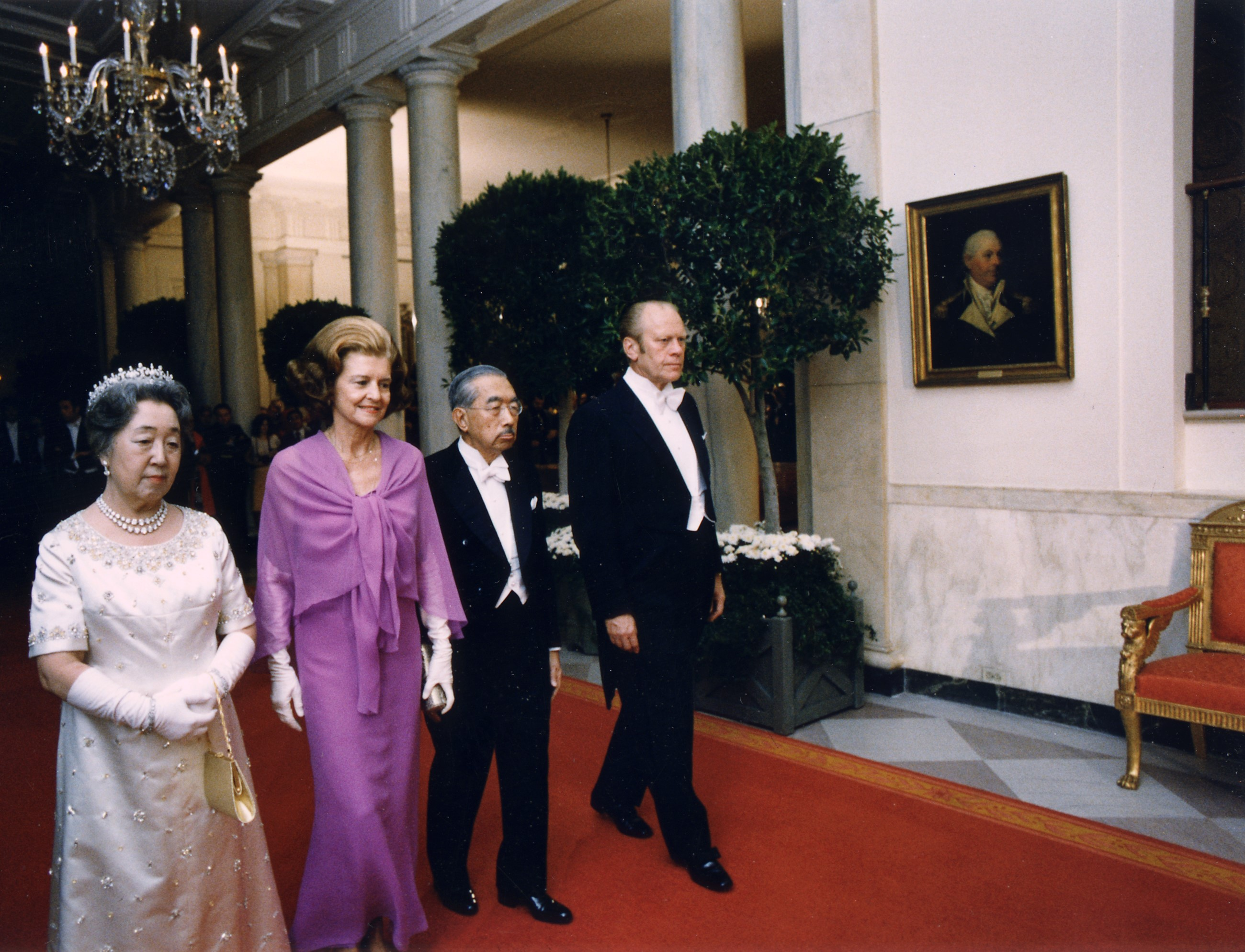
ملکه ناگاکو، بانوی اول بتی فورد، امپراتور هیروهیتو، و رئیس‌جمهور جرالد فورد در کاخ سفید قبل از یک شام دولتی که به افتخار رئیس ژاپن برگزار شد. ایالت برای اولین بار، ۲ اکتبر ۱۹۷۵

در سال ۱۹۷۵، هیروهیتو و ناگاکو به دعوت رئیس‌جمهور جرالد فورد از ۳۰ سپتامبر تا ۱۴ اکتبر به مدت ۱۴ روز از ایالات متحده دیدن کردند.  امپراتور در ضیافت شامی در کاخ سفید اظهار داشت که هدف از سفرش به ایالات متحده، ابراز قدردانی شخصی از ایالات متحده به خاطر کمک‌های گرمی است که بلافاصله پس از پایان جنگ به ژاپن در بازسازی کشورش ارائه داد.
پس از ورود به ویلیامزبرگ (ویرجینیا) در ۳۰ سپتامبر ۱۹۷۵، امپراتور هیروهیتو و ملکه ناگاکو به مدت دو هفته در ایالات متحده ماندند. در ۳ اکتبر، هیروهیتو از آرامستان ملی آرلینگتون بازدید کرد. در ۶ اکتبر، امپراتور هیروهیتو و امپراتریس ناگاکو از معاون رئیس‌جمهور و خانم راکفلر در خانه آنها در شهرستان وستچستر، نیویورک دیدن کردند.
هیروهیتو در مدت اقامتش در لس آنجلس، از دیزنی‌لند دیدن کرد و عکسی خندان در کنار میکی ماوس روزنامه‌ها را زینت داد.

#### زیست‌شناسی دریایی

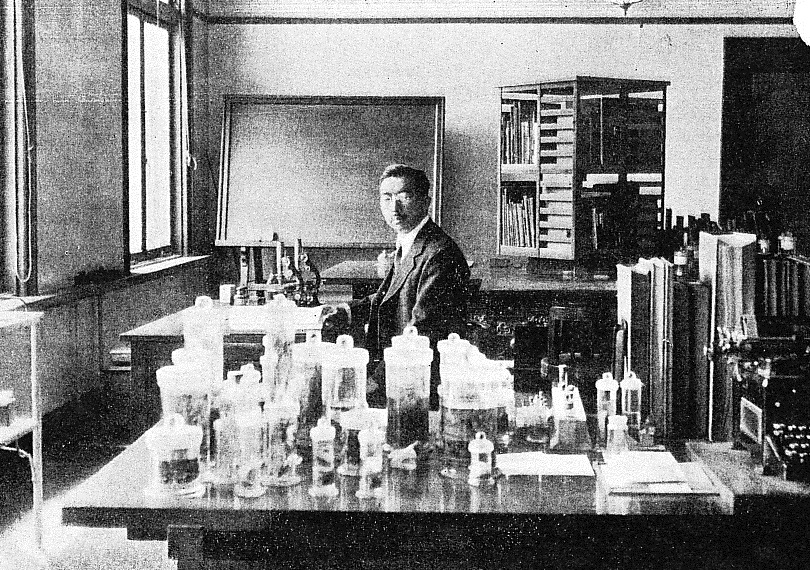
امپراتور هیروهیتو در آزمایشگاهش (۱۹۵۰)

هیروهیتو عمیقاً به زیست‌شناسی دریایی علاقه داشت و از آن آگاه بود. کاخ امپراتوری توکیو حاوی آزمایشگاهی بود که هیروهیتو چندین مقاله را در این زمینه با نام شخصی خود «هیروهیتو» منتشر کرد. مشارکت‌های او شامل شرح ده‌ها گونه آب‌سان‌زیان جدید در علم بود.

### زیارتگاه یاسوکونی
هیروهیتو بازدید خود را از معبد یاسوکونی پس از آن که برای او فاش شد که جنایتکاران جنگی کلاس A به‌طور مخفیانه پس از جنگ در این معبد به ثبت رسیده‌اند، متوقف کرد. این تحریم بازدید از سال ۱۹۷۸ تا زمان مرگ وی ادامه داشت و توسط جانشینان وی، آکی‌هیتو و ناروهیتو نیز ادامه یافت.
در ۲۰ ژوئیه ۲۰۰۶، روزنامه نیهون کیزای مقاله‌ای در صفحه اول دربارهٔ کشف یادداشتی منتشر کرد که در آن جزئیات دلیل توقف بازدید هیروهیتو از یاسوکونی را توضیح می‌داد. یادداشتی که توسط رئیس سابق دفتر خاندان امپراتوری توموهیکو تومیتا نگهداری می‌شد، این یادداشت برای اولین بار تأیید می‌کند که ثبت ۱۴ مجرم دادگاه توکیو در یاسوکونی دلیل تحریم بوده است. تومیتا مطالب گفتگوی خود با هیروهیتو را به تفصیل در دفترهای خاطرات و دفترهایش ثبت کرده است. بر اساس این یادداشت، در سال ۱۹۸۸، هیروهیتو به شدت نارضایتی خود را از تصمیمی که توسط معبد یاسوکونی گرفته شده بود برای گنجاندن جنایتکاران جنگی کلاس A در فهرست کشته‌شدگان جنگی که در آنجا تجلیل می‌شدند، ابراز کرد و گفت: «در مقطعی، جنایتکاران کلاس A به ثبت رسیدند. از جمله یوسوکه ماتسوئوکا و شیراتوری توشیئو شنیدم که تسوکوبا با احتیاط عمل کرده است.» اعتقاد بر این است که تسوکوبا به فوجیمارو تسوکوبا، راهب ارشد سابق معبد یاسوکونی در آن زمان اشاره دارد، که تصمیم گرفت با وجود دریافت فهرست کشته شدگان جنگی که توسط دولت در سال ۱۹۶۶ تهیه شده بود، نام جنایتکاران جنگی را معبد ثبت نکند. هیروهیتو همچنین گفته است: «در ذهن پسر ماتسودایرا، که رئیس راهبان فعلی معبد است، چه می‌گذرد؟ ماتسودایرا آرزوی صلح داشت، اما کودک نیت پدر و مادر را نمی‌شناسد، به همین دلیل است که از آن زمان به زیارتگاه نرفته‌ام. این نیت قلبی من است.» اعتقاد بر این است که ماتسودایرا به یوشیتامی ماتسودایرا اشاره دارد که بلافاصله پس از پایان جنگ جهانی دوم مباشر بزرگ خاندان امپراتوری بود. پسر او، ناگایوشی، جانشین فوجیمارو سوکوبا به عنوان راهب اعظم یاسوکونی شد و تصمیم گرفت جنایتکاران جنگی را در سال ۱۹۷۸ در معبد به ثبت برساند.

## مرگ و تشییع جنازه

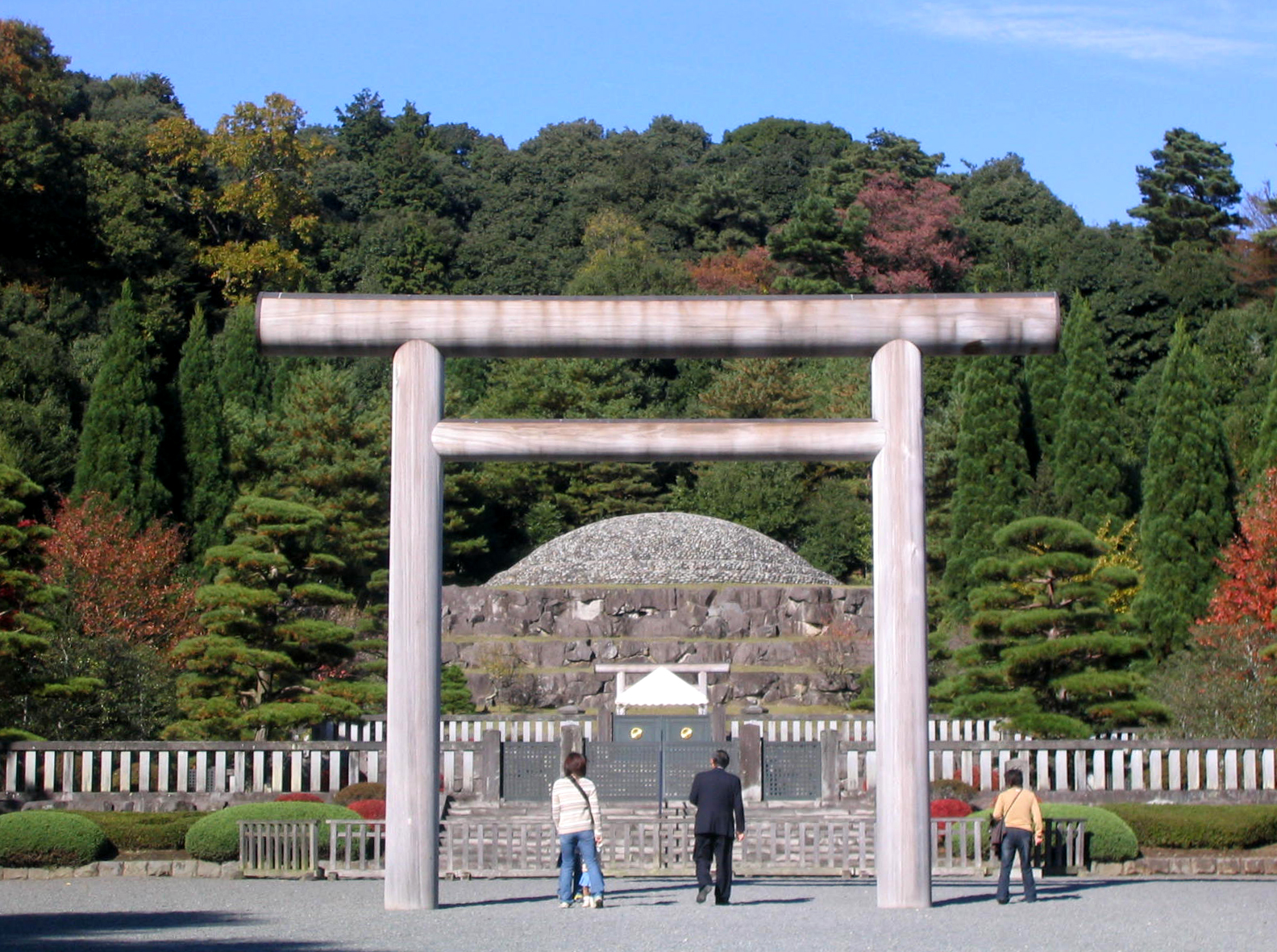
مقبره امپراتور شووا در گورستان امپراتوری موساشی، هاچیئوجی، توکیو

در ۲۲ سپتامبر ۱۹۸۷، هیروهیتو پس از چندین ماه مشکلات گوارشی، تحت عمل جراحی لوزالمعده خود قرار گرفت. پزشکان دریافتند که او سرطان اثنی عشر دارد. به نظر می‌رسید که هیروهیتو چندین ماه پس از جراحی در حال بهبودی کامل است. با این حال، حدود یک سال بعد، در ۱۹ سپتامبر ۱۹۸۸، او در کاخ خود بیهوش شد و سلامتی او طی چند ماه بعد بدتر شد زیرا از خونریزی داخلی مداوم رنج می‌برد.
امپراتور در ساعت ۶:۳۳ صبح ۷ ژانویه ۱۹۸۹ در سن ۸۷ سالگی درگذشت. اعلامیه مباشر بزرگ آژانس امپراتوری خانوار ژاپن، شویچی فوجیموری، جزئیاتی را در مورد سرطان او برای اولین بار فاش کرد. در آن زمان از هیروهیتو همسر، پنج فرزند بازمانده، ده نوه و یک نتیجه به یادگار ماند.
در زمان مرگ، او هم سالمندترین و هم دارای طولانی‌ترین دوره سلطنت در جهان در آن زمان بود، وجه تمایزی که با پادشاهی لیختن‌اشتاین، فرانتس یوزف دوم داشت این بود که تا زمان مرگ خود در نوامبر همان سال سلطنت کرد.
پس از امپراتور، پسر ارشدش، آکی‌هیتو (حک. ۱۹۸۹–۲۰۱۹)، که در ۱۲ نوامبر ۱۹۹۰ مراسم بر تحت نشستن او در کاخ امپراتوری توکیو برگزار شد، جانشین او شد.
مرگ هیروهیتو به دوره شووا پایان داد. در روز بعد، ۸ ژانویه ۱۹۸۹، نام عصر ژاپنی جدید آغاز شد: دوره هیسه‌ای، که در نیمه شب روز بعد این نامگذاری اعمال شد. از ۷ ژانویه تا ۳۱ ژانویه، نام رسمی هیروهیتو «امپراتور درگذشته» (大行天皇 تایکو-تننو) بود. نام پسامرگ قطعی او، امپراتور شووا (昭和天皇 Shōwa-tennō)، در ۱۳ ژانویه تعیین شد و به‌طور رسمی در ۳۱ ژانویه توسط نخست‌وزیر نوبورو تاکه‌شیتا اعلام شد.

## میراث

### پاسخگویی در قبال جنایات جنگی ژاپن
موضوع مسئولیت جنگ امپراتور هیروهیتو همواره مورد بحث بوده است. در طول جنگ، متفقین جنگ جهانی دوم اغلب هیروهیتو را با آدولف هیتلر و بنیتو موسولینی به عنوان سه دیکتاتور نیروهای محور ذکر می‌کردند. پس از جنگ، از آنجایی که ایالات متحده فکر می‌کرد که حفظ امپراتور به ایجاد یک رژیم اشغالگر متفقین صلح آمیز در ژاپن کمک می‌کند، و به ایالات متحده کمک می‌کند تا به اهداف پس از جنگ خود دست یابد، آنها هیروهیتو را به عنوان یک «شخصیت بی قدرت» بدون هیچ گونه قدرتی در سیاست‌های زمان جنگ ترسیم کردند.  با انتشار اسناد آرشیوی خاص در دهه ۱۹۶۰ شروع شد و پس از مرگ هیروهیتو در سال ۱۹۸۹ ادامه یافت. شواهد و مطالعات تاریخی این نظریه را مبنی بر اینکه او از نظر قدرت سیاسی شخصیتی ناتوان بوده را به چالش کشیدند. در سال‌های اخیر، بحث در مورد نقش امپراتور در جنگ بر سنجش دقیق دخالت او در امور سیاسی و نظامی متمرکز شده است. (اکنون به‌طور گسترده پذیرفته شده است که او حداقل درجاتی از مشارکت را در جنگ داشته است).

مورخ پیتر وتزلر گفت: 
 «بحث در مورد مشارکت هیروهیتو در امور سیاسی و نظامی در طول جنگ جهانی دوم - خواه نه (در ابتدا) و تا چه حد (بعدها) - هنوز ادامه دارد. تصدیق کنید که امپراتور، مانند همه رهبران دولت-ملت در آن زمان، عمیقاً درگیر بوده است.»
جنیفر لیند، دانشیار دولت در کالج دارتموث و متخصص حافظه جنگ ژاپن، بیان می‌کند که:
در طول سال‌ها، این شواهد مختلف به دست آمد و مورخان این تصویر را از مقصر بودن و نحوه انعکاس او در مورد آن جمع‌آوری کردند. «این قطعه دیگری از پازل است که به شدت تصدیق می‌کند که تصویری که قبلاً وجود داشت، این بوده است که او به شدت مقصر بود و بعد از جنگ از این بابت به شدت ناراحت بود.»  مورخان به این نتیجه رسیدند که او حداقل برای شروع جنگ و جنایاتی که ارتش ژاپن در آن دوره مرتکب شده بود، مقصر بود.

#### شواهد مقصر بودن زمان جنگ
مورخانی که به درجه بالاتری از دخالت امپراتور در جنگ اشاره می‌کنند، بیان کرده‌اند که هیروهیتو مستقیماً مسئول جنایات جنگی ژاپن در جنگ دوم چین و ژاپن و در جنگ جهانی دوم بود. آنها گفته‌اند او و برخی از اعضای خاندان شاهنشاهی مانند برادرش یاسوهیتو، شاهزاده چیچیبو، پسرعموهایش شاهزاده‌ها شاهزاده سونیوشی تاکه‌دا و شاهزاده فوشیمی هیرویاسو و عموهایش شاهزاده‌ها شاهزاده کان این کوتوهیتو، شاهزاده یاسوهیتو آساکا، و شاهزاده ناروهیکو هیگاشیکونی، باید برای جنایت جنگی محاکمه می‌شدند.
در مطالعه ای که در سال ۱۹۹۶ منتشر شد، مورخ میتسویوشی هیمه‌تا گفت که سه خط‌مشی (سانکو ساکوسن ), راهبرد زمین سوخته ژاپنی، سیاست اتخاذ شده در جمهوری چین (۱۹۴۹–۱۹۱۲) که توسط خود امپراتور هیروهیتو تأیید شده است، به‌طور مستقیم و غیرمستقیم مسئول مرگ بیش از ۲٫۷ میلیون غیرنظامی چینی بود. در کتاب هیروهیتو و ساخت ژاپن مدرن، هربرت بیکس نوشته است «سانکو ساکوسن» نه تنها از نظر تعداد، بلکه در وحشیگری بسیار از قتل‌عام نانجینگ پیشی گرفته است. به گفته بیکس، «[این] عملیات نظامی باعث مرگ و رنج در مقیاسی غیرقابل مقایسه بیشتر از عیاشی کاملاً برنامه‌ریزی نشده قتل‌عام نانجینگ بود، که بعدها نماد جنگ شد.» در حالی که قتل‌عام نانجینگ برنامه‌ریزی نشده بود، بیکس نوشته: «هیروهیتو از کمپین‌های نابودی در چین که شامل سوزاندن روستاهایی بود که تصور می‌شد پناهگاه چریک‌ها بود، اطلاع داشت و آن را تأیید کرد.»
او علاوه بر احساس پشیمانی از نقش خود در جنگ، «با اجازه دادن به عناصر رادیکال ارتش برای هدایت جنگ کوتاه آمد». به همین ترتیب، در اوت ۲۰۰۰، لس آنجلس تایمز گزارش داد که مقامات ارشد دولت ایالات متحده کاملاً از نقش امپراتور در طول جنگ آگاه بودند.
به گفته تاناکا یوکی، بازنشستگی افتخاری استاد پژوهشی تاریخ در دانشگاه شهر هیروشیما، سوابق جنگ در مؤسسه ملی آژانس دفاع شواهدی را ارائه می‌دهد که هیروهیتو به شدت در ایجاد سیاست‌های جنگی نقش داشته است. تاناکا همچنین اظهار داشت که مجله دولتمردان ژاپنی کیدو کوایچی به‌طور غیرقابل انکاری ثابت می‌کند که هیروهیتو نقش مهمی در تصمیم‌گیری برای جنگ علیه کشورهای متفقین در دسامبر ۱۹۴۱ داشته است.
به گفته فرانسیس پایک، هیروهیتو عمیقاً درگیر عملیات نظامی بود و در کاخ امپراتوری توکیو یک اتاق جنگ را برای نظارت دقیق بر فعالیت‌های نظامی ژاپن اختصاص داده بود. پایک همچنین خاطرنشان کرد که منابع گسترده مورد نیاز برای به‌روزرسانی‌های منظم امپراتور اغلب شکایات مقامات نظامی را به همراه داشت. به گفته پیتر وتزلر، او در تصمیم‌گیری برای شروع جنگ و همچنین در سایر تصمیمات سیاسی و نظامی مشارکت فعال داشت. سلاح‌های گاز سمی مانند فسژن توسط واحد ۷۳۱ تولید می‌شد و با دستورهای خاصی که توسط خود هیروهیتو داده می‌شد و توسط رئیس ستاد ارتش مخابره می‌شد، استفاده از آنها مجاز بود. هیروهیتو ۳۷۵ بار در طول نبرد ووهان از اوت تا اکتبر ۱۹۳۸ استفاده از گاز سمی را مجاز کرد. وی از شیرو ایشی که رئیس واحد آزمایشات پزشکی و واحد ۷۳۱ بود با اهدای مدال خدمت ویژه تقدیر کرد.
تاکاهیتو، شاهزاده میکاسا، برادر کوچکتر هیروهیتو، به یومیوری شیمبون اطلاع داد که در طول سال ۱۹۴۴، او گزارش کاملی را در مورد جزئیات جنایات دوران جنگ توسط سربازان ژاپنی در چین تهیه کرده بود. وی تصریح کرد که مستقیماً در مورد این گزارش با هیروهیتو صحبت نکرده است، اما افزود که «زمانی که با او ملاقات کردم، وضعیت چین را به صورت ناقص گزارش کردم.» علاوه بر این، او به یاد می‌آورد که هیروهیتو یک فیلم تولید چین را به آنها نشان می‌دهد که جنایت‌های ژاپنی را به تصویر می‌کشد.
به‌طور رسمی، قانون اساسی امپراتوری، که تحت امپراتور میجی تصویب شد، قدرت کامل را به امپراتور داد. ماده ۴ مقرر می‌داشت: «امپراتور رئیس امپراتوری است و حقوق حاکمیت را در خود جمع می‌کند و طبق مقررات قانون اساسی حاضر اعمال می‌کند.» همچنین طبق ماده ۶ «امپراتور قوانین را تأیید می‌کند و دستور می‌دهد که آنها را ابلاغ و اجرا کنند» و ماده ۱۱ «امپراتور فرماندهی عالی ارتش و نیروی دریایی را دارد». به این ترتیب امپراتور رهبر ستاد کل امپراتوری بود.
به گفته باب تاداشی واکابایاشی از دانشگاه یورک (کانادا)، قدرت هیروهیتو تا سال ۱۹۴۵ به سه عنصر بستگی داشت:
 اولاً، او یک پادشاه مشروطه بود که مشروط به محدودیت‌های قانونی و کنوانسیون‌های الزام‌آور بود، همان‌طور که او اغلب تأکید کرده است. دوم، او فرمانده عالی نیروهای مسلح ژاپن بود، اگرچه دستورهای او اغلب نادیده گرفته می‌شد و گاهی سرپیچی می‌شد. ثالثاً، او با اعطای افتخاری امپراتوری که اعتبار غیرقابل انکار را به ارمغان می‌آورد و با صدور دستورهای امپراتوری که قدرت قهری بیش از قانون داشتند، از اقتدار اخلاقی مطلق در ژاپن برخوردار بود. در دوران پس از جنگ، دولت ژاپن، برخی از مورخان ژاپنی و خود هیروهیتو این عناصر دوم و سوم را که تا سال ۱۹۴۵ قوی‌ترین بودند، کم‌اهمیت جلوه داده یا نادیده گرفتند. و اولی را که ضعیف‌ترین بود بیش از حد مورد تأکید قرار داده‌اند. هیروهیتو مستبد نبود. اما او قدرت «مطلق» را به معنای اختیار نهایی برای تحریم یک تصمیم سیاستی خاص از طریق موافقت با آن، یا مجبور ساختن مجدد یا کنار گذاشتن آن با مخالفت با آن، در اختیار داشت. وقتی واقعاً می‌خواست در کاری دخالت می‌کرد، حتی برای ارتش هم این موضوع صادق بود.

#### اسناد حاکی از مسئولیت محدود زمان جنگ
ارزیابی دولت بریتانیا در ژانویه ۱۹۸۹ که از طبقه‌بندی خارج شده از هیروهیتو، او را به عنوان «بیش از حد ضعیف برای تغییر روند رویدادها» توصیف می‌کند و نشان می‌دهد که هیروهیتو «ناتوان» بود و مقایسه او با هیتلر «به طرز مضحکی دور از واقع‌بینی است.» قدرت هیروهیتو توسط وزرا و ارتش محدود شده بود و اگر او نظرات خود را بیش از حد بیان می‌کرد با یکی دیگر از اعضای خانواده سلطنتی جایگزین می‌شد.
راج بریتانیا حقوق‌دان رادهابینود پال با دادگاه نظامی بین‌المللی مخالفت کرد و یک حکم ۱۲۳۵ صفحه‌ای صادر کرد. او کل پرونده دادستانی را در رابطه با توطئه برای ارتکاب یک عمل جنگی تهاجمی با وحشیگری و انقیاد کشورهای فتح شده ضعیف دانست. پال گفت: «هیچ مدرکی، شهادتی یا شرایطی، همزمان، احتمالی، بازنگری، وجود ندارد که به هیچ وجه منجر به این استنباط شود که دولت ژاپن به هر نحوی ارتکاب چنین جرایمی را مجاز کرده است.»

##### اظهارات خود امپراتور
۸ سپتامبر ۱۹۷۵ مصاحبه تلویزیونی با ان‌بی‌سی، ایالات متحده آمریکا: 209 
خبرنگار: «اعلیحضرت چقدر در تصمیم ژاپن برای پایان دادن به جنگ در سال ۱۹۴۵ نقش داشته است؟ انگیزه شما چه بود؟»
امپراتور: «در اصل، این کار باید توسط کابینه انجام می‌شد. من نتایج را شنیدم، اما در آخر جلسه در حضور امپراتور تصمیم گرفتم. این تصمیم این بود به جنگ پایان دهم. خود من (...) فکر می‌کردم که ادامه جنگ برای مردم بدبختی بیشتری به همراه خواهد داشت.»
مصاحبه با نیوزویک، ایالات متحده، ۲۰ سپتامبر ۱۹۷۵:: 212 
برنگار: «به کسانی که ادعا می‌کنند اعلیحضرت نیز در فرایند تصمیم‌گیری که منجر به آغاز جنگ ژاپن شد، دخیل بوده‌اند، چگونه پاسخ می‌دهید؟»
امپراتور: «در آغاز جنگ، تصمیم توسط کابینه گرفته شد و من نتوانستم آن تصمیم را تغییر دهم. ما معتقدیم که این مورد با مفاد قانون اساسی امپراتوری مطابقت دارد.»
۲۲ سپتامبر ۱۹۷۵ - کنفرانس مطبوعاتی با خبرنگاران خارجی: 216 
خبرنگار: «اعلیحضرت چقدر قبل از حمله به پرل هاربر از طرح حمله مطلع بودند؟ و آیا شما این طرح را تأیید کردید؟»
امپراتور: «درست است که من از قبل اطلاعاتی در مورد عملیات نظامی دریافت کرده بودم. اما این گزارش‌ها را تنها پس از تصمیم‌گیری دقیق فرماندهان نظامی دریافت کردم. در مورد مسائل سیاسی و فرماندهی نظامی معتقدم. که من طبق احکام قانون اساسی عمل کردم».
در ۳۱ اکتبر ۱۹۷۵، بلافاصله پس از بازگشت به ژاپن پس از بازدید از ایالات متحده، یک کنفرانس مطبوعاتی برگزار شد.: 226–227 
سؤال: عالیجناب، در ضیافت کاخ سفید خود گفتید، «من عمیقاً از آن جنگ ناگوار متاسفم.» (همچنین به نظریه مسئولیت جنگ امپراتور شووا مراجعه کنید) نظر اعلیحضرت در مورد به اصطلاح «مسئولیت جنگی» چیست؟ (خبرنگار تایمز)
امپراتور: «من نمی‌توانم به این نوع پرسش‌ها پاسخ دهم، زیرا ادبیات در این زمینه را به‌طور کامل مطالعه نکرده‌ام، و بنابراین واقعاً نکته‌های ظریف صحبت‌های شما را درک نمی‌کنم.»
سؤال: «برداشت شما از انداختن بمب اتمی در پایان جنگ روی هیروشیما چیست؟» (خبرنگار پخش آر سی سی)
امپراتور: «متاسفم که بمب اتمی انداخته شد، به خاطر این جنگ، برای شهروندان هیروشیما متاسفم، اما فکر می‌کنم که اجتناب‌ناپذیر بود.»
۱۷ آوریل ۱۹۸۱ کنفرانس مطبوعاتی با روسای مطبوعات: 313 
خبرنگار: «خوب‌ترین خاطره هشتاد ساله شما چی بوده؟»
امپراتور: «از زمانی که سیاست مشروطه بریتانیا را در زمان ولیعهدی خود دیدم، به شدت احساس کردم که من باید به سیاست قانون اساسی ژاپن پایبند باشم. اما من بیش از اندازه در موقعیت خاصی قرار داشتم تا بتوانم از جنگ جلوگیری کنم. من دو بار تصمیم خودم را گرفتم، حادثه ۲۶ فوریه و پایان جنگ جهانی دوم.»

## عناوین و افتخارات

### افتخارات ملی
- نشان گل داوودی
- نشان گل‌های پالونیا
- نشان بادبادک طلایی (در ۱۹۴۷ لغو شد )
- نشان گنجینه مقدس

### افتخارات خارجی

نشان پشم زرین

- آلمان: نشان افتخار شایستگی جمهوری فدرال آلمان
- فنلاند: نشان رز سفید فنلاند; اعطا شده در ۱۹۴۲[۱۴۷]
- نروژ: نشان سنت اولاف
- سوئد: نشان سلطنتی سرافیم (۸ مه ۱۹۱۹)[۱۴۸]
- دانمارک: نشان فیل (۲۴ ژانویه ۱۹۲۳)[۱۴۹]
- لهستان: نشان عقاب سپید (لهستان) (۱۹۲۲)[۱۵۰]
- تایلند: نشان راجامیترابورن (۲۷ مه ۱۹۶۳)[۱۵۱]
- تایلند: نشان خاندان سلطنتی چاکری (۳۰ ژانویه ۱۹۲۵)[۱۵۲]
- نپال: نشان اوجاسوی راجانیا (۱۹ آوریل ۱۹۶۰)[۱۵۳]
- فیلیپین: نشان سیکاتونا (۲۸ سپتامبر ۱۹۶۶)[۱۵۴]
- برزیل: نشان صلیب جنوبی (۱۹۵۵)[۱۵۵]
- دودمان ساوی: شوالیه نشان عالی بشارت مقدس (۳۱ اکتبر ۱۹۱۶)[۱۵۶]
- ایتالیا: نشان شایستگی جمهوری ایتالیا (۹ مارس ۱۹۸۲)[۱۵۷]
- بلژیک: نشان لئوپولد
- تونگا: نشان سلطنتی پونو[۱۵۸]
- بریتانیا: نشان سلطنتی ویکتوریایی (GCVO) – اعطا شده در مه ۱۹۲۱
- بریتانیا: نشان گرمابه (تقسیم مدنی) (GCB) – اعطا شده در مه ۱۹۲۱[۱۵۹]
- بریتانیا: نشان بند جوراب (KG); اعطا شده در ۱۹۲۹, لغو در ۱۹۴۱, ترمیم شده در ۱۹۷۱[۱۶۰]
- بریتانیا: اعضای انجمن سلطنتی[۱۶۱]
- برونئی: نشان درجه ۱ تاج برونئی
- اسپانیا: نشان پشم زرین (۶ اکتبر ۱۹۲۸)[۱۶۲][۱۶۳]
- اسپانیا نشان کارلوس سوم (۴ ژوئن ۱۹۲۳)[۱۶۴]
- خانواده سلطنتی یونان: صلیب بزرگ از نشان ردیمر
- : خانواده سلطنتی یونان نشان سنت جورج و کنستانتین
- چکسلواکی: نشان شیر سفید (۱۹۲۸)[۱۶۵]
- امپراتوری اتیوپی: نشان سلیمان[۱۶۶]

## خانواده
امپراتور شووا و امپراتریس کوجون هفت فرزند (دو پسر و پنج دختر) داشتند. دخترانی که تا بزرگسالی زندگی کردند در نتیجه اصلاحات آمریکایی در اکتبر ۱۹۴۷ یا تحت شرایط قانون خاندان امپراتوری خانواده امپراتوری را ترک کردند. این قانون تصریح می‌کند که اعضای زن خانواده امپراتوری که با افراد عادی ازدواج می‌کنند، از مقام درباری خود کناره‌گیری می‌کنند.
این قانون تعداد اعضای خانواده امپراتوری ژاپن را به میزان قابل توجهی کاهش داد.
| تصویر | نام                                               | تولد                    | مرگ  | ازدواج | ازدواج                | فرزندان |
| تصویر | نام                                               | تولد                    | مرگ  | تاریخ  | همسر                  | فرزندان |
| ----- | ------------------------------------------------- | ----------------------- | ---- | ------ | --------------------- | --- |
|       | هیگاشیکونی شیگه‌کو (شیگه کو، شاهدخت ترو)           | ۱۹۲۵                    | ۱۹۶۱ | ۱۹۴۳   | موریهیرو هیگاشیکونی   | نوبوهیکو هیگاشیکونی فوکیمو هیگاشیکونی نائوهیکو هیگاشیکونی هیده‌هیکو هیگاشیکونی یوکو هیگاشیکونی آتسوهیکو هیگاشیکونی موریهیکو هیگاشیکونی |
|       | ساچیکو، شاهدخت هیسا                               | ۱۹۲۷                    | ۱۹۲۸ | نیست   | نیست                  | نیست |
|       | تاکاتسوکاسا کازوکو (کازوکو، شاهدخت تاکا)          | ۱۹۲۹                    | ۱۹۸۹ | ۱۹۵۰   | توشیمیچی تاکاتسوکاسا  | نائوتاکه تاکاتسوکاسا (فرزندخوانده) |
|       | ایکدا آتسوکو (آتسوکا، شاهدخت یوری)                | ۷ مارس ۱۹۳۱ ‏(۹۴ سال)    |      | ۱۹۵۲   | تاکاماسا ایکدا        | نیست |
|       | آکی‌هیتو (آکی هیتو، شاهزاده تسوگو)                 | ۲۳ دسامبر ۱۹۳۳ ‏(۹۱ سال) |      | ۱۹۵۹   | می‌چیکو                | ناروهیتو فومی‌هیتو، شاهزاده آکی‌شینو کورودا سایاکو                                                                                      |
|       | ماساهیتو، شاهزاده هیتاچی (ماساهیتو، شاهزاده یوشی) | ۲۸ نوامبر ۱۹۳۵ ‏(۸۹ سال) |      | ۱۹۶۴   | هاناکو، شاهدخت هیتاچی | نیست |
|       | شیمازو تاکاکو (تاکاکو، شاهدخت سوگا)               | ۲ مارس ۱۹۳۹ ‏(۸۶ سال)    |      | ۱۹۶۰   | هیساناگا شیمازو       | یوشیهیسا شیمازو |

## شجره‌نامه
|                   |                   |                   |                   |                   |                   |      |      |                 |                 |                 |                 |                 |                 |  |  | امپراتور           | امپراتور           | امپراتور           | امپراتور           | امپراتور           | امپراتور           |  |  | امپراتریس    | امپراتریس    | امپراتریس    | امپراتریس    | امپراتریس    | امپراتریس    |  |  | پسران مشروع      | پسران مشروع      | پسران مشروع      | پسران مشروع      | پسران مشروع      | پسران مشروع      |  |  | شاهدخت | شاهدخت | شاهدخت | شاهدخت | شاهدخت | شاهدخت |  |  | جدا شده از خاندان | جدا شده از خاندان | جدا شده از خاندان | جدا شده از خاندان | جدا شده از خاندان | جدا شده از خاندان |  |  | همسر   | همسر   | همسر   | همسر   | همسر   | همسر   |  |  |               |               |               |               |               |               |          |          |               |               |               |               |               |               |        |        |          |          |          |          |          |          |  |  |        |        |        |        |        |        |  |  |          |          |          |          |          |          |  |  |           |           |           |           |           |           |  |  |             |             |             |             |             |             |  |  |             |             |             |             |             |             |
|                   |                   |                   |                   |                   |                   |      |      |                 |                 |                 |                 |                 |                 |  |  | امپراتور           | امپراتور           | امپراتور           | امپراتور           | امپراتور           | امپراتور           |  |  | امپراتریس    | امپراتریس    | امپراتریس    | امپراتریس    | امپراتریس    | امپراتریس    |  |  | پسران مشروع      | پسران مشروع      | پسران مشروع      | پسران مشروع      | پسران مشروع      | پسران مشروع      |  |  | شاهدخت | شاهدخت | شاهدخت | شاهدخت | شاهدخت | شاهدخت |  |  | جدا شده از خاندان | جدا شده از خاندان | جدا شده از خاندان | جدا شده از خاندان | جدا شده از خاندان | جدا شده از خاندان |  |  | همسر   | همسر   | همسر   | همسر   | همسر   | همسر   |  |  |               |               |               |               |               |               |          |          |               |               |               |               |               |               |        |        |          |          |          |          |          |          |  |  |        |        |        |        |        |        |  |  |          |          |          |          |          |          |  |  |           |           |           |           |           |           |  |  |             |             |             |             |             |             |  |  |             |             |             |             |             |             |
| امپراتور تایشو    | امپراتور تایشو    | امپراتور تایشو    | امپراتور تایشو    | امپراتور تایشو    | امپراتور تایشو    |      |      | امپراتریس تی‌می ‏ | امپراتریس تی‌می ‏ | امپراتریس تی‌می ‏ | امپراتریس تی‌می ‏ | امپراتریس تی‌می ‏ | امپراتریس تی‌می ‏ |  |  |                    |                    |                    |                    |                    |                    |  |  |              |              |              |              |              |              |  |  |                  |                  |                  |                  |                  |                  |  |  |        |        |        |        |        |        |  |  |                   |                   |                   |                   |                   |                   |  |  |        |        |        |        |        |        |  |  |               |               |               |               |               |               |          |          |               |               |               |               |               |               |        |        |          |          |          |          |          |          |  |  |        |        |        |        |        |        |  |  |          |          |          |          |          |          |  |  |           |           |           |           |           |           |  |  |             |             |             |             |             |             |  |  |             |             |             |             |             |             |
| امپراتور تایشو    | امپراتور تایشو    | امپراتور تایشو    | امپراتور تایشو    | امپراتور تایشو    | امپراتور تایشو    |      |      | امپراتریس تی‌می ‏ | امپراتریس تی‌می ‏ | امپراتریس تی‌می ‏ | امپراتریس تی‌می ‏ | امپراتریس تی‌می ‏ | امپراتریس تی‌می ‏ |  |  |                    |                    |                    |                    |                    |                    |  |  |              |              |              |              |              |              |  |  |                  |                  |                  |                  |                  |                  |  |  |        |        |        |        |        |        |  |  |                   |                   |                   |                   |                   |                   |  |  |        |        |        |        |        |        |  |  |               |               |               |               |               |               |          |          |               |               |               |               |               |               |        |        |          |          |          |          |          |          |  |  |        |        |        |        |        |        |  |  |          |          |          |          |          |          |  |  |           |           |           |           |           |           |  |  |             |             |             |             |             |             |  |  |             |             |             |             |             |             |
|                   |                   |                   |                   |                   |                   |      |      |                 |                 |                 |                 |                 |                 |  |  |                    |                    |                    |                    |                    |                    |  |  |              |              |              |              |              |              |  |  |                  |                  |                  |                  |                  |                  |  |  |        |        |        |        |        |        |  |  |                   |                   |                   |                   |                   |                   |  |  |        |        |        |        |        |        |  |  |               |               |               |               |               |               |          |          |               |               |               |               |               |               |        |        |          |          |          |          |          |          |  |  |        |        |        |        |        |        |  |  |          |          |          |          |          |          |  |  |           |           |           |           |           |           |  |  |             |             |             |             |             |             |  |  |             |             |             |             |             |             |
|                   |                   |                   |                   |                   |                   |      |      |                 |                 |                 |                 |                 |                 |  |  |                    |                    |                    |                    |                    |                    |  |  |              |              |              |              |              |              |  |  |                  |                  |                  |                  |                  |                  |  |  |        |        |        |        |        |        |  |  |                   |                   |                   |                   |                   |                   |  |  |        |        |        |        |        |        |  |  |               |               |               |               |               |               |          |          |               |               |               |               |               |               |        |        |          |          |          |          |          |          |  |  |        |        |        |        |        |        |  |  |          |          |          |          |          |          |  |  |           |           |           |           |           |           |  |  |             |             |             |             |             |             |  |  |             |             |             |             |             |             |
| امپراتور شووا     | امپراتور شووا     | امپراتور شووا     | امپراتور شووا     | امپراتور شووا     | امپراتور شووا     |      |      | امپراتریس کوجون | امپراتریس کوجون | امپراتریس کوجون | امپراتریس کوجون | امپراتریس کوجون | امپراتریس کوجون |  |  | یاسوهیتو           | یاسوهیتو           | یاسوهیتو           | یاسوهیتو           | یاسوهیتو           | یاسوهیتو           |  |  | ستسوکو       | ستسوکو       | ستسوکو       | ستسوکو       | ستسوکو       | ستسوکو       |  |  | نوبوهیتو         | نوبوهیتو         | نوبوهیتو         | نوبوهیتو         | نوبوهیتو         | نوبوهیتو         |  |  | کیکوکو | کیکوکو | کیکوکو | کیکوکو | کیکوکو | کیکوکو |  |  |                   |                   |                   |                   |                   |                   |  |  |        |        |        |        |        |        |  |  |               |               |               |               |               |               | تاکاهیتو | تاکاهیتو | تاکاهیتو      | تاکاهیتو      | تاکاهیتو      | تاکاهیتو      |               |               | یوریکو | یوریکو | یوریکو   | یوریکو   | یوریکو   | یوریکو   |          |          |  |  |        |        |        |        |        |        |  |  |          |          |          |          |          |          |  |  |           |           |           |           |           |           |  |  |             |             |             |             |             |             |  |  |             |             |             |             |             |             |
| امپراتور شووا     | امپراتور شووا     | امپراتور شووا     | امپراتور شووا     | امپراتور شووا     | امپراتور شووا     |      |      | امپراتریس کوجون | امپراتریس کوجون | امپراتریس کوجون | امپراتریس کوجون | امپراتریس کوجون | امپراتریس کوجون |  |  | یاسوهیتو           | یاسوهیتو           | یاسوهیتو           | یاسوهیتو           | یاسوهیتو           | یاسوهیتو           |  |  | ستسوکو       | ستسوکو       | ستسوکو       | ستسوکو       | ستسوکو       | ستسوکو       |  |  | نوبوهیتو         | نوبوهیتو         | نوبوهیتو         | نوبوهیتو         | نوبوهیتو         | نوبوهیتو         |  |  | کیکوکو | کیکوکو | کیکوکو | کیکوکو | کیکوکو | کیکوکو |  |  |                   |                   |                   |                   |                   |                   |  |  |        |        |        |        |        |        |  |  |               |               |               |               |               |               | تاکاهیتو | تاکاهیتو | تاکاهیتو      | تاکاهیتو      | تاکاهیتو      | تاکاهیتو      |               |               | یوریکو | یوریکو | یوریکو   | یوریکو   | یوریکو   | یوریکو   |          |          |  |  |        |        |        |        |        |        |  |  |          |          |          |          |          |          |  |  |           |           |           |           |           |           |  |  |             |             |             |             |             |             |  |  |             |             |             |             |             |             |
|                   |                   |                   |                   |                   |                   |      |      |                 |                 |                 |                 |                 |                 |  |  |                    |                    |                    |                    |                    |                    |  |  |              |              |              |              |              |              |  |  |                  |                  |                  |                  |                  |                  |  |  |        |        |        |        |        |        |  |  |                   |                   |                   |                   |                   |                   |  |  |        |        |        |        |        |        |  |  |               |               |               |               |               |               |          |          |               |               |               |               |               |               |        |        |          |          |          |          |          |          |  |  |        |        |        |        |        |        |  |  |          |          |          |          |          |          |  |  |           |           |           |           |           |           |  |  |             |             |             |             |             |             |  |  |             |             |             |             |             |             |
|                   |                   |                   |                   |                   |                   |      |      |                 |                 |                 |                 |                 |                 |  |  |                    |                    |                    |                    |                    |                    |  |  |              |              |              |              |              |              |  |  |                  |                  |                  |                  |                  |                  |  |  |        |        |        |        |        |        |  |  |                   |                   |                   |                   |                   |                   |  |  |        |        |        |        |        |        |  |  |               |               |               |               |               |               |          |          |               |               |               |               |               |               |        |        |          |          |          |          |          |          |  |  |        |        |        |        |        |        |  |  |          |          |          |          |          |          |  |  |           |           |           |           |           |           |  |  |             |             |             |             |             |             |  |  |             |             |             |             |             |             |
| هیگاشیکونی شیگه‌کو | هیگاشیکونی شیگه‌کو | هیگاشیکونی شیگه‌کو | هیگاشیکونی شیگه‌کو | هیگاشیکونی شیگه‌کو | هیگاشیکونی شیگه‌کو |      |      | ساچیکو          | ساچیکو          | ساچیکو          | ساچیکو          | ساچیکو          | ساچیکو          |  |  | تاکاتسوکاسا کازوکو | تاکاتسوکاسا کازوکو | تاکاتسوکاسا کازوکو | تاکاتسوکاسا کازوکو | تاکاتسوکاسا کازوکو | تاکاتسوکاسا کازوکو |  |  | ایکدا آتسوکو | ایکدا آتسوکو | ایکدا آتسوکو | ایکدا آتسوکو | ایکدا آتسوکو | ایکدا آتسوکو |  |  | امپراتور آکی‌هیتو | امپراتور آکی‌هیتو | امپراتور آکی‌هیتو | امپراتور آکی‌هیتو | امپراتور آکی‌هیتو | امپراتور آکی‌هیتو |  |  | می‌چیکو | می‌چیکو | می‌چیکو | می‌چیکو | می‌چیکو | می‌چیکو |  |  | ماساهیتو          | ماساهیتو          | ماساهیتو          | ماساهیتو          | ماساهیتو          | ماساهیتو          |  |  | هاناکو | هاناکو | هاناکو | هاناکو | هاناکو | هاناکو |  |  | شیمازو تاکاکو | شیمازو تاکاکو | شیمازو تاکاکو | شیمازو تاکاکو | شیمازو تاکاکو | شیمازو تاکاکو |          |          | کونوئه یاسوکو | کونوئه یاسوکو | کونوئه یاسوکو | کونوئه یاسوکو | کونوئه یاسوکو | کونوئه یاسوکو |        |        | توموهیتو | توموهیتو | توموهیتو | توموهیتو | توموهیتو | توموهیتو |  |  | نوبوکو | نوبوکو | نوبوکو | نوبوکو | نوبوکو | نوبوکو |  |  | یوشیهیتو | یوشیهیتو | یوشیهیتو | یوشیهیتو | یوشیهیتو | یوشیهیتو |  |  | سن ماساکو | سن ماساکو | سن ماساکو | سن ماساکو | سن ماساکو | سن ماساکو |  |  | نوریهیتو    | نوریهیتو    | نوریهیتو    | نوریهیتو    | نوریهیتو    | نوریهیتو    |  |  | هیساکو      | هیساکو      | هیساکو      | هیساکو      | هیساکو      | هیساکو      |
| هیگاشیکونی شیگه‌کو | هیگاشیکونی شیگه‌کو | هیگاشیکونی شیگه‌کو | هیگاشیکونی شیگه‌کو | هیگاشیکونی شیگه‌کو | هیگاشیکونی شیگه‌کو |      |      | ساچیکو          | ساچیکو          | ساچیکو          | ساچیکو          | ساچیکو          | ساچیکو          |  |  | تاکاتسوکاسا کازوکو | تاکاتسوکاسا کازوکو | تاکاتسوکاسا کازوکو | تاکاتسوکاسا کازوکو | تاکاتسوکاسا کازوکو | تاکاتسوکاسا کازوکو |  |  | ایکدا آتسوکو | ایکدا آتسوکو | ایکدا آتسوکو | ایکدا آتسوکو | ایکدا آتسوکو | ایکدا آتسوکو |  |  | امپراتور آکی‌هیتو | امپراتور آکی‌هیتو | امپراتور آکی‌هیتو | امپراتور آکی‌هیتو | امپراتور آکی‌هیتو | امپراتور آکی‌هیتو |  |  | می‌چیکو | می‌چیکو | می‌چیکو | می‌چیکو | می‌چیکو | می‌چیکو |  |  | ماساهیتو          | ماساهیتو          | ماساهیتو          | ماساهیتو          | ماساهیتو          | ماساهیتو          |  |  | هاناکو | هاناکو | هاناکو | هاناکو | هاناکو | هاناکو |  |  | شیمازو تاکاکو | شیمازو تاکاکو | شیمازو تاکاکو | شیمازو تاکاکو | شیمازو تاکاکو | شیمازو تاکاکو |          |          | کونوئه یاسوکو | کونوئه یاسوکو | کونوئه یاسوکو | کونوئه یاسوکو | کونوئه یاسوکو | کونوئه یاسوکو |        |        | توموهیتو | توموهیتو | توموهیتو | توموهیتو | توموهیتو | توموهیتو |  |  | نوبوکو | نوبوکو | نوبوکو | نوبوکو | نوبوکو | نوبوکو |  |  | یوشیهیتو | یوشیهیتو | یوشیهیتو | یوشیهیتو | یوشیهیتو | یوشیهیتو |  |  | سن ماساکو | سن ماساکو | سن ماساکو | سن ماساکو | سن ماساکو | سن ماساکو |  |  | نوریهیتو    | نوریهیتو    | نوریهیتو    | نوریهیتو    | نوریهیتو    | نوریهیتو    |  |  | هیساکو      | هیساکو      | هیساکو      | هیساکو      | هیساکو      | هیساکو      |
|                   |                   |                   |                   |                   |                   |      |      |                 |                 |                 |                 |                 |                 |  |  |                    |                    |                    |                    |                    |                    |  |  |              |              |              |              |              |              |  |  |                  |                  |                  |                  |                  |                  |  |  |        |        |        |        |        |        |  |  |                   |                   |                   |                   |                   |                   |  |  |        |        |        |        |        |        |  |  |               |               |               |               |               |               |          |          |               |               |               |               |               |               |        |        |          |          |          |          |          |          |  |  |        |        |        |        |        |        |  |  |          |          |          |          |          |          |  |  |           |           |           |           |           |           |  |  |             |             |             |             |             |             |  |  |             |             |             |             |             |             |
|                   |                   |                   |                   |                   |                   |      |      |                 |                 |                 |                 |                 |                 |  |  |                    |                    |                    |                    |                    |                    |  |  |              |              |              |              |              |              |  |  |                  |                  |                  |                  |                  |                  |  |  |        |        |        |        |        |        |  |  |                   |                   |                   |                   |                   |                   |  |  |        |        |        |        |        |        |  |  |               |               |               |               |               |               |          |          |               |               |               |               |               |               |        |        |          |          |          |          |          |          |  |  |        |        |        |        |        |        |  |  |          |          |          |          |          |          |  |  |           |           |           |           |           |           |  |  |             |             |             |             |             |             |  |  |             |             |             |             |             |             |
|                   |                   |                   |                   |                   |                   |      |      |                 |                 |                 |                 |                 |                 |  |  |                    |                    |                    |                    |                    |                    |  |  |              |              |              |              |              |              |  |  |                  |                  |                  |                  |                  |                  |  |  |        |        |        |        |        |        |  |  |                   |                   |                   |                   |                   |                   |  |  |        |        |        |        |        |        |  |  |               |               |               |               |               |               |          |          |               |               |               |               |               |               |        |        |          |          |          |          |          |          |  |  |        |        |        |        |        |        |  |  |          |          |          |          |          |          |  |  |           |           |           |           |           |           |  |  |             |             |             |             |             |             |  |  |             |             |             |             |             |             |
|                   |                   |                   |                   |                   |                   |      |      |                 |                 |                 |                 |                 |                 |  |  |                    |                    |                    |                    |                    |                    |  |  |              |              |              |              |              |              |  |  |                  |                  |                  |                  |                  |                  |  |  |        |        |        |        |        |        |  |  |                   |                   |                   |                   |                   |                   |  |  |        |        |        |        |        |        |  |  |               |               |               |               |               |               |          |          |               |               |               |               |               |               |        |        |          |          |          |          |          |          |  |  |        |        |        |        |        |        |  |  |          |          |          |          |          |          |  |  |           |           |           |           |           |           |  |  |             |             |             |             |             |             |  |  |             |             |             |             |             |             |
| امپراتور ناروهیتو | امپراتور ناروهیتو | امپراتور ناروهیتو | امپراتور ناروهیتو | امپراتور ناروهیتو | امپراتور ناروهیتو |      |      | ماساکو          | ماساکو          | ماساکو          | ماساکو          | ماساکو          | ماساکو          |  |  | فومی‌هیتو           | فومی‌هیتو           | فومی‌هیتو           | فومی‌هیتو           | فومی‌هیتو           | فومی‌هیتو           |  |  | کیکو         | کیکو         | کیکو         | کیکو         | کیکو         | کیکو         |  |  | کورودا سایاکو    | کورودا سایاکو    | کورودا سایاکو    | کورودا سایاکو    | کورودا سایاکو    | کورودا سایاکو    |  |  |        |        |        |        |        |        |  |  |                   |                   |                   |                   |                   |                   |  |  |        |        |        |        |        |        |  |  |               |               |               |               |               |               |          |          |               |               |               |               |               |               |        |        | آکیکو    | آکیکو    | آکیکو    | آکیکو    | آکیکو    | آکیکو    |  |  | یوکو   | یوکو   | یوکو   | یوکو   | یوکو   | یوکو   |  |  |          |          |          |          |          |          |  |  | تسوگوکو   | تسوگوکو   | تسوگوکو   | تسوگوکو   | تسوگوکو   | تسوگوکو   |  |  | سنگه نوریکو | سنگه نوریکو | سنگه نوریکو | سنگه نوریکو | سنگه نوریکو | سنگه نوریکو |  |  | موریا آیاکو | موریا آیاکو | موریا آیاکو | موریا آیاکو | موریا آیاکو | موریا آیاکو |
| امپراتور ناروهیتو | امپراتور ناروهیتو | امپراتور ناروهیتو | امپراتور ناروهیتو | امپراتور ناروهیتو | امپراتور ناروهیتو |      |      | ماساکو          | ماساکو          | ماساکو          | ماساکو          | ماساکو          | ماساکو          |  |  | فومی‌هیتو           | فومی‌هیتو           | فومی‌هیتو           | فومی‌هیتو           | فومی‌هیتو           | فومی‌هیتو           |  |  | کیکو         | کیکو         | کیکو         | کیکو         | کیکو         | کیکو         |  |  | کورودا سایاکو    | کورودا سایاکو    | کورودا سایاکو    | کورودا سایاکو    | کورودا سایاکو    | کورودا سایاکو    |  |  |        |        |        |        |        |        |  |  |                   |                   |                   |                   |                   |                   |  |  |        |        |        |        |        |        |  |  |               |               |               |               |               |               |          |          |               |               |               |               |               |               |        |        | آکیکو    | آکیکو    | آکیکو    | آکیکو    | آکیکو    | آکیکو    |  |  | یوکو   | یوکو   | یوکو   | یوکو   | یوکو   | یوکو   |  |  |          |          |          |          |          |          |  |  | تسوگوکو   | تسوگوکو   | تسوگوکو   | تسوگوکو   | تسوگوکو   | تسوگوکو   |  |  | سنگه نوریکو | سنگه نوریکو | سنگه نوریکو | سنگه نوریکو | سنگه نوریکو | سنگه نوریکو |  |  | موریا آیاکو | موریا آیاکو | موریا آیاکو | موریا آیاکو | موریا آیاکو | موریا آیاکو |
|                   |                   |                   |                   |                   |                   |      |      |                 |                 |                 |                 |                 |                 |  |  |                    |                    |                    |                    |                    |                    |  |  |              |              |              |              |              |              |  |  |                  |                  |                  |                  |                  |                  |  |  |        |        |        |        |        |        |  |  |                   |                   |                   |                   |                   |                   |  |  |        |        |        |        |        |        |  |  |               |               |               |               |               |               |          |          |               |               |               |               |               |               |        |        |          |          |          |          |          |          |  |  |        |        |        |        |        |        |  |  |          |          |          |          |          |          |  |  |           |           |           |           |           |           |  |  |             |             |             |             |             |             |  |  |             |             |             |             |             |             |
|                   |                   |                   |                   |                   |                   |      |      |                 |                 |                 |                 |                 |                 |  |  |                    |                    |                    |                    |                    |                    |  |  |              |              |              |              |              |              |  |  |                  |                  |                  |                  |                  |                  |  |  |        |        |        |        |        |        |  |  |                   |                   |                   |                   |                   |                   |  |  |        |        |        |        |        |        |  |  |               |               |               |               |               |               |          |          |               |               |               |               |               |               |        |        |          |          |          |          |          |          |  |  |        |        |        |        |        |        |  |  |          |          |          |          |          |          |  |  |           |           |           |           |           |           |  |  |             |             |             |             |             |             |  |  |             |             |             |             |             |             |
|                   |                   |                   |                   | آیکو              | آیکو              | آیکو | آیکو | آیکو            | آیکو            |                 |                 |                 |                 |  |  | کومورو ماکو        | کومورو ماکو        | کومورو ماکو        | کومورو ماکو        | کومورو ماکو        | کومورو ماکو        |  |  | کاکو         | کاکو         | کاکو         | کاکو         | کاکو         | کاکو         |  |  | هیساهیتو         | هیساهیتو         | هیساهیتو         | هیساهیتو         | هیساهیتو         | هیساهیتو         |  |  |        |        |        |        |        |        |  |  |                   |                   |                   |                   |                   |                   |  |  |        |        |        |        |        |        |  |  |               |               |               |               |               |               |          |          |               |               |               |               |               |               |        |        |          |          |          |          |          |          |  |  |        |        |        |        |        |        |  |  |          |          |          |          |          |          |  |  |           |           |           |           |           |           |  |  |             |             |             |             |             |             |  |  |             |             |             |             |             |             |